# Ferrari
Ferrari S.p.A. è una casa automobilistica italiana fondata da Enzo Ferrari il 12 marzo 1947, con sede a Maranello. È controllata dalla Ferrari N.V. dal 2013. 
Produttrice di automobili sportive di fascia alta e da competizione ed impegnata nell'automobilismo sportivo, è la più titolata nel campionato del mondo di Formula Uno, dove ha conquistato quindici titoli piloti e sedici costruttori, nonché una delle più vincenti nelle competizioni per vetture Sport Prototipo e Gran Turismo come il campionato del mondo Sportprototipi, con tredici titoli costruttori ottenuti e il campionato del mondo Endurance FIA, dove detiene sei titoli costruttori GT e quattro titoli piloti GT. Si è affermata più volte in classiche gare endurance quali la 24 Ore di Le Mans, la 24 Ore di Daytona e la 12 Ore di Sebring e in gare su tracciato stradale come la Targa Florio, la Mille Miglia e la Carrera Panamericana.
Le sue origini sportive risalgono già al 1929, quando Enzo Ferrari, che diverrà noto come il Drake, diede origine a Modena alla Scuderia Ferrari, che è tuttora la divisione principale del reparto corse della Ferrari, essendo da sempre impegnata in Formula 1 e avendo corso nel campionato del mondo Sport Prototipi fino al 1973. Il dipartimento Ferrari Corse Clienti si occupa invece del supporto tramite la sezione competizioni GT ai team clienti che corrono nei campionati GT presenti a livello internazionale, il campionato del mondo Endurance FIA innanzitutto e della gestione di Ferrari Challenge, XX Programmes e F1 Clienti.
Il simbolo ufficiale è un cavallino rampante, che deriva da quello in uso durante la prima guerra mondiale dall'aviatore italiano Francesco Baracca. Venne ceduto personalmente dalla madre di Baracca come portafortuna a Enzo Ferrari nel 1923 e divenne l'emblema del marchio modenese e del suo reparto corse. Il campo giallo, dov'è raffigurato il cavallino rampante, è stato scelto dallo stesso Drake in quanto trattasi di uno dei colori dello stemma della città di Modena.
Nel 2013 e nel 2014 il marchio è stato riconosciuto come il più influente al mondo e nel 2015 è stato posizionato al 295º nella classifica "The most valuable brands of 2015" (MVB2015) del sito web della Brand Finance con un valore di 4,8 miliardi di dollari. Dal 1º settembre 2021 l'azienda, come la controllante Ferrari N.V., è guidata da Benedetto Vigna in qualità di amministratore delegato, ruolo ereditato da Louis Camilleri, e da John Elkann in qualità di presidente, mentre il vicepresidente è Piero Ferrari, figlio del fondatore Enzo. In precedenza Elkann e Camilleri avevano sostituito lo scomparso Sergio Marchionne, che ricopriva entrambi i ruoli.

## Storia

### La Scuderia Ferrari

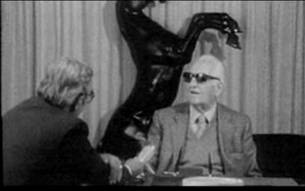
Enzo Ferrari in una delle rare interviste rilasciate, con alle spalle il cavallino rampante, simbolo della Ferrari.

Enzo Ferrari fondò la Scuderia Ferrari, che è tuttora la divisione principale del reparto corse della Ferrari, il 16 novembre 1929 a Modena. Fino al 1932 la Scuderia ricoprì il ruolo di filiale tecnico-agonistica dell'Alfa Romeo, mentre a partire dal 1933 ne divenne a tutti gli effetti il reparto corse semiufficiale, iniziando a occuparsi di progettazione oltre alla gestione delle vetture da competizione. Tale impegno proseguì con successo fino alla fine del 1937, quando la scuderia fu sciolta poiché l'Alfa Romeo allestì un nuovo reparto corse interno guidato dallo stesso Ferrari.

### Fondazione della Auto Avio Costruzioni
Dopo avere lasciato questo incarico nel 1939, il 13 settembre dello stesso anno Ferrari fondò a Modena una casa automobilistica, l'Auto Avio Costruzioni, nello stesso luogo dove fino a due anni prima aveva sede la Scuderia Ferrari. Non fu usata la denominazione Ferrari a causa di clausole contrattuali che legavano Ferrari all'Alfa Romeo e che gli impedivano di utilizzare il proprio cognome sulle automobili da lui prodotte. Queste clausole furono valide fino a tutto il 1944. 
La prima vettura dell'Auto Avio Costruzioni, la 815, fu costruita nel 1940 in soli due esemplari.
Tuttavia con l'avvento della seconda guerra mondiale l'attività automobilistica venne sospesa e le commesse dell'azienda divennero principalmente la costruzione di componenti per velivoli militari. Nel 1943 la sede fu spostata a Maranello e, dopo che venne bombardata dagli Alleati nel 1944, fu ricostruita nel 1945.

### Il marchio automobilistico Ferrari
Terminata la seconda guerra mondiale, essendo scaduto il vincolo contrattuale con Alfa Romeo, il 12 marzo 1947 Enzo Ferrari iniziò a costruire vetture con il proprio marchio, pur se la ragione sociale dell'azienda rimase la stessa fino al 1957, anno in cui fondò il marchio automobilistico "Auto Costruzioni Ferrari".
La prima vettura a portare questo nome fu la 125 S, che debuttò in gara a Piacenza l'11 maggio dello stesso anno, guidata da Franco Cortese, primo pilota e collaudatore della Casa; l'esordio si concluse con un ritiro, ma già alla seconda gara, disputatasi a Roma due settimane dopo, Cortese ottenne la prima storica vittoria Ferrari. Il 30 giugno 1960 l'Auto Costruzioni Ferrari cambiò denominazione in SEFAC (Società Esercizio Fabbriche Automobili e Corse, società per azioni), divenendo semplicemente Ferrari SEFAC il 13 novembre 1965.

### Dalla collaborazione, alla partecipazione, al controllo FIAT

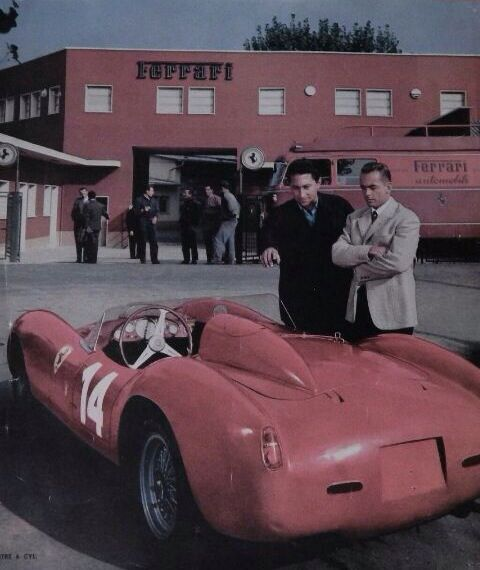
Una Ferrari 250 Testa Rossa all'esterno dello stabilimento di Maranello (1959)

Il Gruppo Fiat intervenne in favore della Ferrari già nel 1955, finanziando per un quinquennio lo sviluppo della Scuderia. Tale decisione, nata per arginare lo strapotere tecnico-economico della Mercedes che aveva conquistato i campionati di Formula 1 del 1954 e del 1955, oltre alla Mille Miglia del 1955, contribuì a far vincere alla Ferrari i campionati del 1956 e del 1958, oltre alle Mille Miglia del 1956 e del 1957. Nei primi anni cinquanta era stata anche tentata la strada di far rinascere l'accordo con l'Alfa Romeo ma, dopo alcuni scambi di proposte, l'ipotesi fu abbandonata dalla Casa milanese che ormai vedeva la Ferrari come antagonista sportiva più che come possibile partner.
Nonostante i grandi successi sportivi la Ferrari cadde in una grave crisi in seguito all'abolizione delle corse su strada, decretato in buona parte del mondo dopo il disastro di Le Mans del 1955 e, anche in Italia, dopo la tragedia di Guidizzolo del 1957. L'eliminazione di tali gare aveva di fatto ridotto la clientela della Ferrari, principalmente composta da facoltosi gentleman-driver come Aymo Maggi o Giannino Marzotto, che si contendevano la ridotta produzione di vetture da competizione del Cavallino.

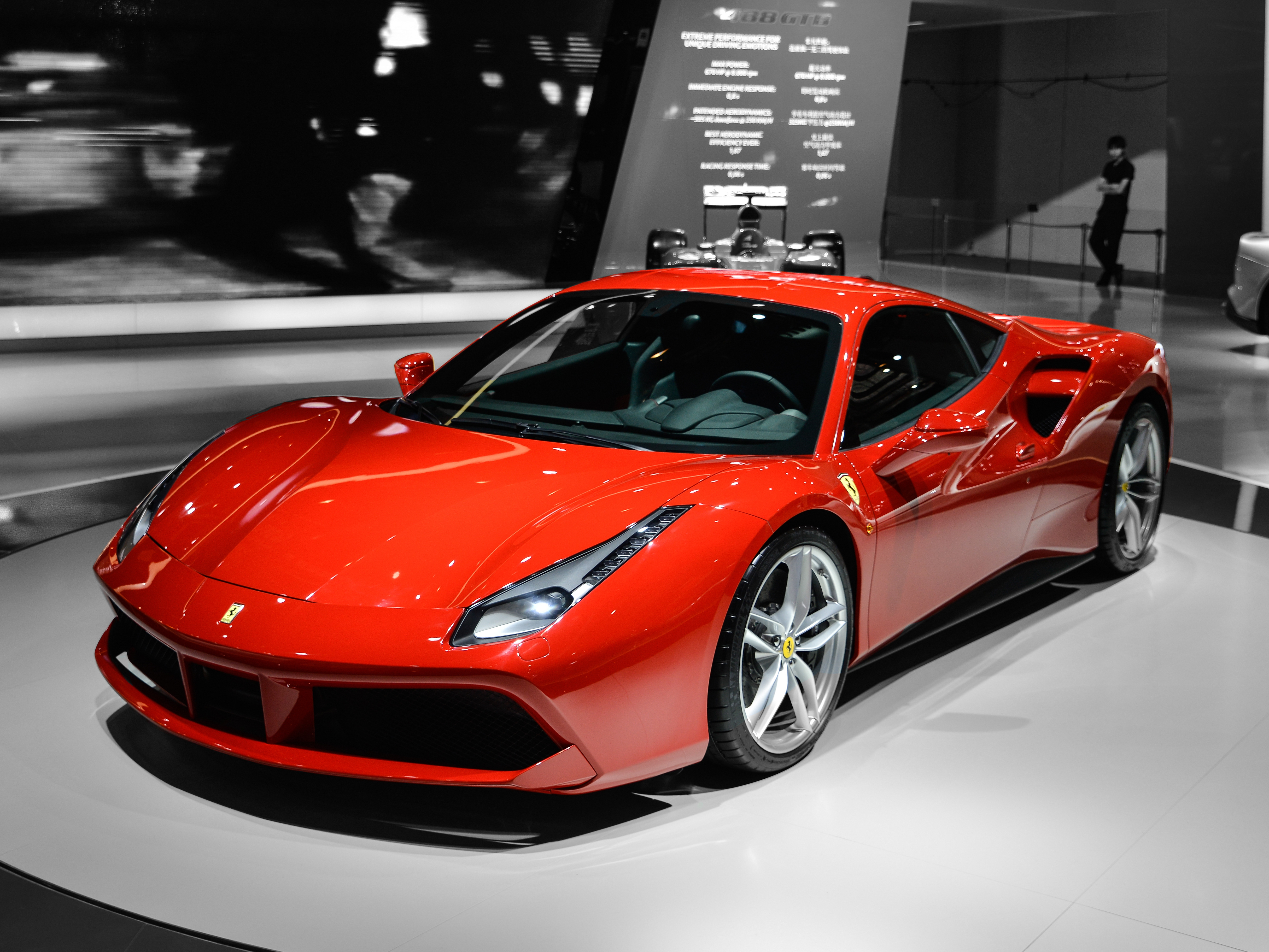
Ferrari 488 GTB del 2015, esempio di vettura stradale della Ferrari

In tale quadro economico Henry Ford II provò ad acquistare la Ferrari, in modo da fruire del suo prestigio con un prevedibile ritorno d'immagine per l'azienda da lui posseduta. Condotta da Lee Iacocca, nel maggio 1963 la trattativa sembrava avviata a una rapida conclusione, quando si arenò sulla conditio sine qua non posta da Enzo Ferrari in merito all'intoccabilità della sua autonomia circa le decisioni da prendere nell'ambito del reparto corse; al rifiuto di Iacocca seguì l'immediata e definitiva rottura del negoziato. Il naufragio delle trattative per la vendita dell'azienda alla Ford innescò un'aspra contesa tra la Ferrari e il colosso industriale statunitense che mise in seria difficoltà la casa di Maranello, fino a sfociare nella clamorosa protesta del Drake che, non sentendosi appoggiato dalle autorità sportive nazionali, nel 1964 decise di restituire la licenza sportiva italiana.
La FIAT intervenne nel 1965 annunciando la collaborazione tra le due aziende, allo scopo di attuare un comune programma per la costruzione di propulsori sportivi, che decretò la nascita del marchio Dino. In questo modo la Ferrari ruppe l'isolamento in cui era stata confinata e trovò il necessario appoggio per la produzione in piccola serie delle sue vetture da strada.
Nel 1969 la Ferrari entrò a far parte del Gruppo Fiat, ma mantenne comunque la propria autonomia:
(Comunicato stampa congiunto Fiat-Ferrari del 21 giugno 1969)

### Dagli anni ottanta al ventunesimo secolo

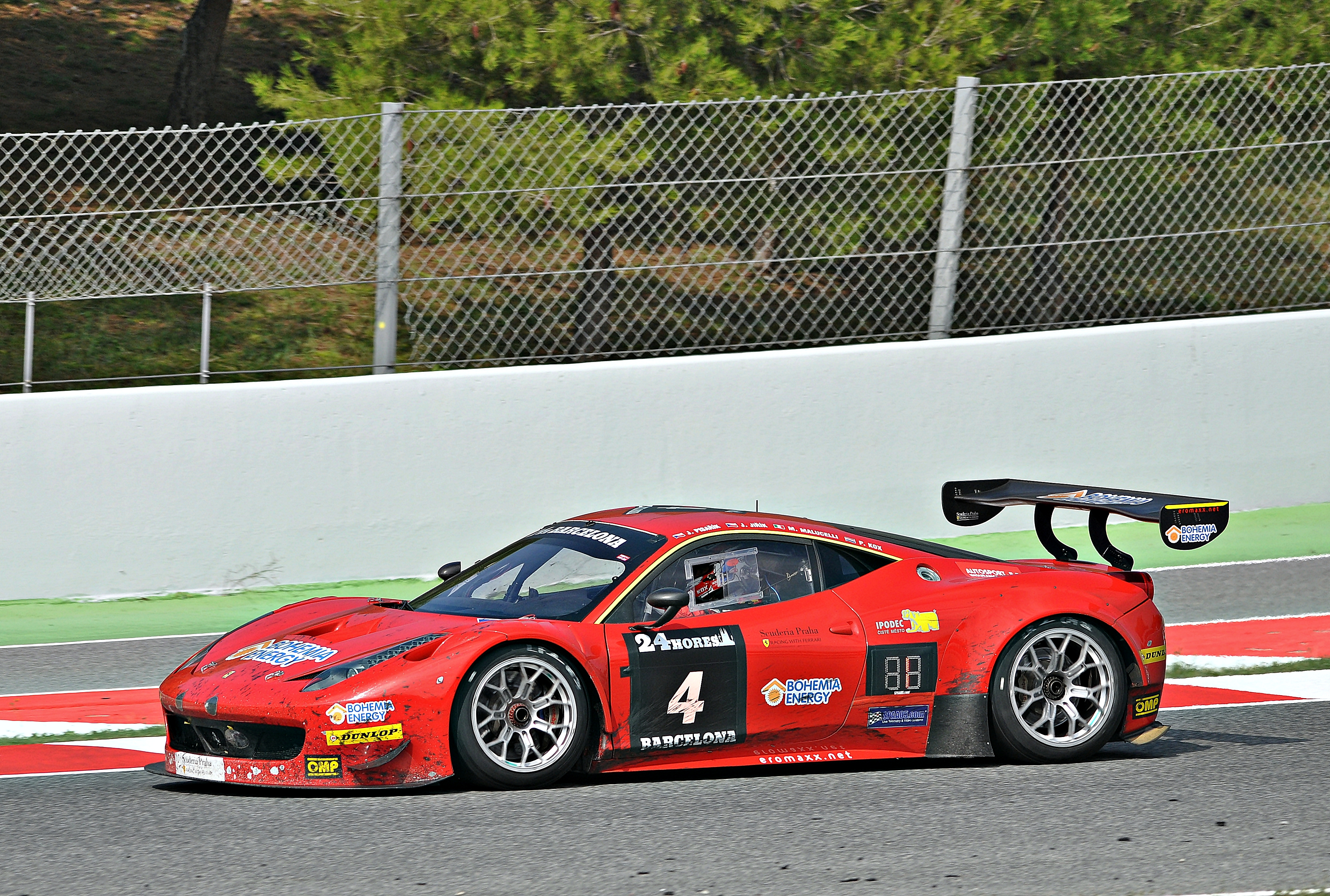
Ferrari 458 Italia GT3 del 2014 alla 24 ore di Barcellona, esempio di vettura da competizione di derivazione di serie

Alla scomparsa di Enzo Ferrari nel 1988, il pacchetto azionario divenne per il 90% del Gruppo Fiat, mentre la parte restante andò al figlio Piero Lardi Ferrari. Il 23 dicembre 1988 l'azienda cambiò denominazione diventando Ferrari SpA. Lardi Ferrari è rimasto all'interno dell'azienda come vicepresidente. Contestualmente, a partire da questo periodo, i marchi Ferrari e Scuderia Ferrari iniziarono a essere usati per un vasto merchandising.
Nel novembre 1991 Luca Cordero di Montezemolo, in precedenza direttore sportivo della Scuderia Ferrari dal 1974 al 1977, fu nominato presidente dell'azienda. Inoltre ricoprì il ruolo di amministratore delegato fino al 2006, quando fu sostituito da Amedeo Felisa.
Nel 2006 il 5% delle azioni fu acquisito da una società finanziaria degli Emirati Arabi Uniti, la Mubadala, che nella capitale di Abu Dhabi promosse anche la costruzione del Ferrari World, il più grande parco a tema al mondo. Il Gruppo Fiat tornò in possesso di questo 5% nel corso del 2010.

### Gli anni 2010
Il 24 maggio 2013 la Ferrari SpA. è stata incorporata nella società di diritto olandese New Business Netherlands N.V., rinominata Ferrari N.V., e nell'ottobre 2015, una parte delle azioni fu quotata alla Borsa di New York. Nel gennaio 2016 la Ferrari N.V. è stata scorporata da Fiat Chrysler Automobiles, il gruppo automobilistico nato dalla fusione tra Fiat S.p.A. e Chrysler Group, per quotarsi alla Borsa Italiana e passare così a fare parte del gruppo Exor.

## Attività agonistica

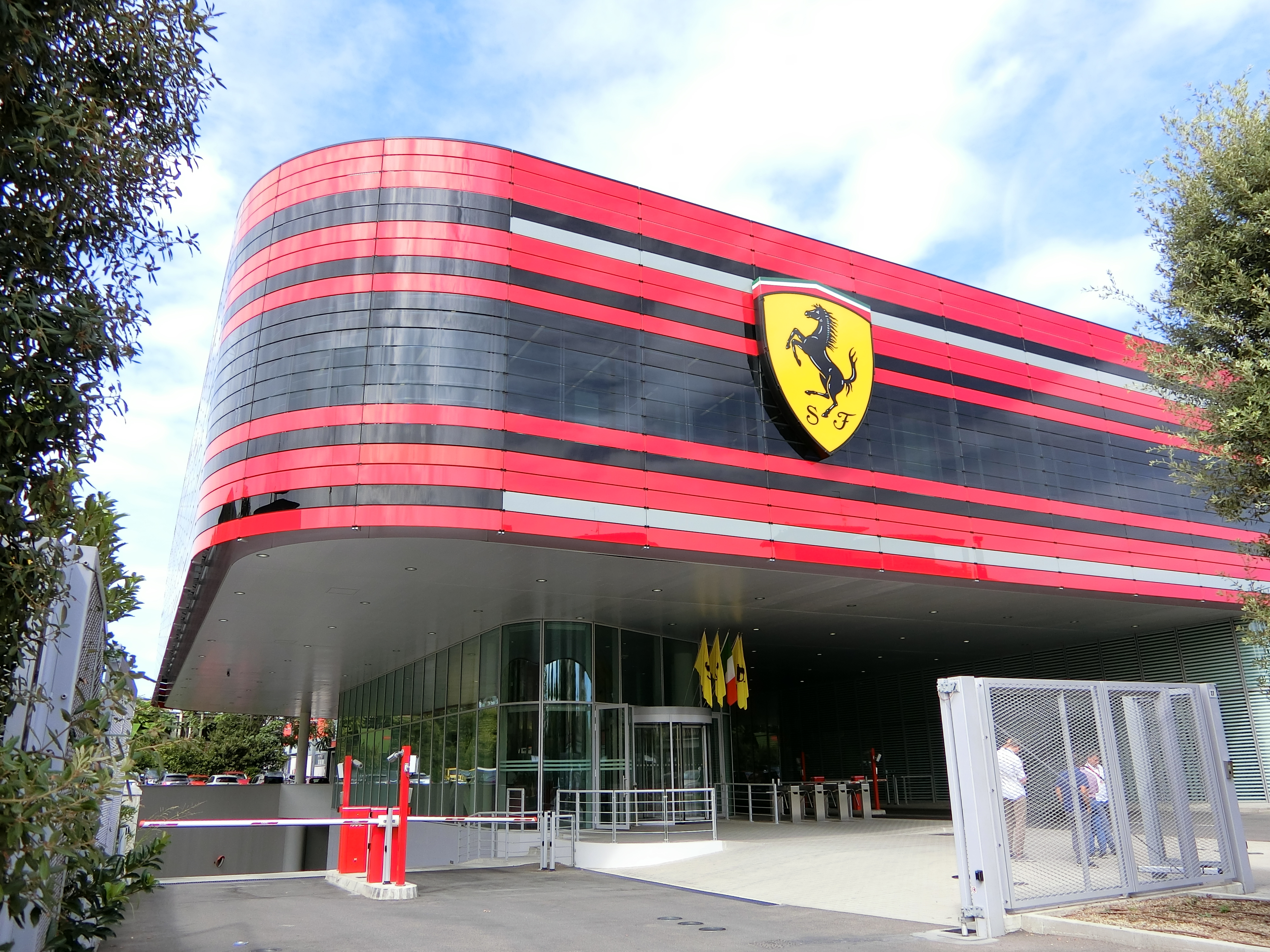
Quartier generale della Gestione Sportiva all'interno della sede di Maranello (2017)

La Scuderia Ferrari iniziò la propria attività nel 1929 a Modena come filiale tecnico-agonistica dell'Alfa Romeo. A partire dal 1933 divenne invece il reparto corse dell'Alfa Romeo, una collaborazione che durò fino a tutto il 1937. Durante questi anni la scuderia si occupò di progettazione e di gestione delle vetture da competizione dell'Alfa Romeo, fronteggiando la concorrenza di marchi come Auto Union, Bugatti e Mercedes-Benz e ottenendo numerosi successi sia nel contesto dei gran premi sia in quello delle gare Sportprototipo.
Alla fine del 1937 la Scuderia Ferrari fu sciolta, in quanto nel 1938 l'Alfa Romeo diede vita a un nuovo reparto corse chiamato Alfa Corse con a capo Enzo Ferrari: egli portò avanti tale incarico fino al 1939, quando decise di dare le dimissioni. La separazione definitiva con l'Alfa Romeo portò alla citata parentesi dell'Auto Avio Costruzioni.
La Scuderia Ferrari riprese a operare al termine della seconda guerra mondiale a Maranello, quando nel 1947 il Drake fondò la sua omonima casa automobilistica. La prima vettura costruita fu la 125 S, che fu portata per la prima volta in gara da Franco Cortese. La prima monoposto invece fu la 125 C: debuttò al gran premio d'Italia il 5 settembre 1948 a Torino e fu guidata da Raymond Sommer, che concluse al terzo posto alle spalle di Jean-Pierre Wimille (Alfa Romeo) e Gigi Villoresi (Maserati).

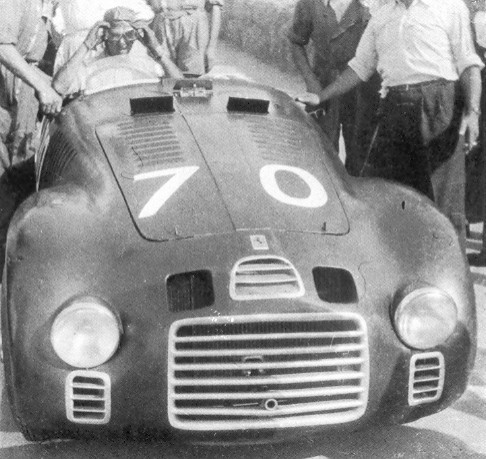
Una Ferrari 125 S con a bordo Nuvolari sul circuito di Montenero a Livorno il 24 agosto 1947, la prima vettura realizzata in assoluto dalla Ferrari, che fu utilizzata sia in ambito stradale sia nelle competizioni

La Scuderia Ferrari si concentrò, a seconda guerra mondiale terminata, sul neo costituito campionato mondiale di Formula 1. La Ferrari diventò poi la squadra automobilistica più vincente della storia di questa categoria, visto che ha conquistato sedici campionati mondiali costruttori di Formula 1, a cui si aggiunsero quindici campionati mondiali piloti. 
Il debutto della Scuderia Ferrari nel Campionato mondiale di Formula 1 risale al 1950 al Gran Premio di Monaco, la seconda prova stagionale, dove giunse seconda grazie ad Alberto Ascari. Nella stessa stagione arrivò seconda anche nel Gran Premio d'Italia, sempre grazie ad Alberto Ascari. La prima pole position e la prima vittoria arrivarono invece l'anno seguente al Gran Premio di Gran Bretagna grazie a José Froilán González.
Il primo campionato del mondo piloti conquistato dalla Ferrari (quello costruttori, all'epoca, non esisteva ancora) fu nella stagione 1952, quando Alberto Ascari si laureò campione del mondo su una Ferrari 500 F2. Alberto Ascari replicò la vittoria nel campionato anche nel 1953. Nelle stagioni 1954 e 1955 la Scuderia Ferrari non si ripeté a causa dell'agguerrita concorrenza delle Mercedes che conquistò, in entrambi gli anni, il titolo iridato piloti. La Ferrari tornò a conquistare il mondiale piloti nel 1956 grazie alla vittoria di Juan Manuel Fangio su una Lancia D50, vettura venduta al Cavallino dall'omonima casa automobilistica italiana per via del ritiro dalle corse di quest'ultima, che fu causato dalla morte del suo pilota di punta, Alberto Ascari, nel frattempo passato alla Lancia. Il successo nel campionato piloti fu ripetuto nel 1958 grazie a Mike Hawthorn; nella stessa stagione fu istituito il campionato costruttori, che fu però vinto dalla Vanwall.

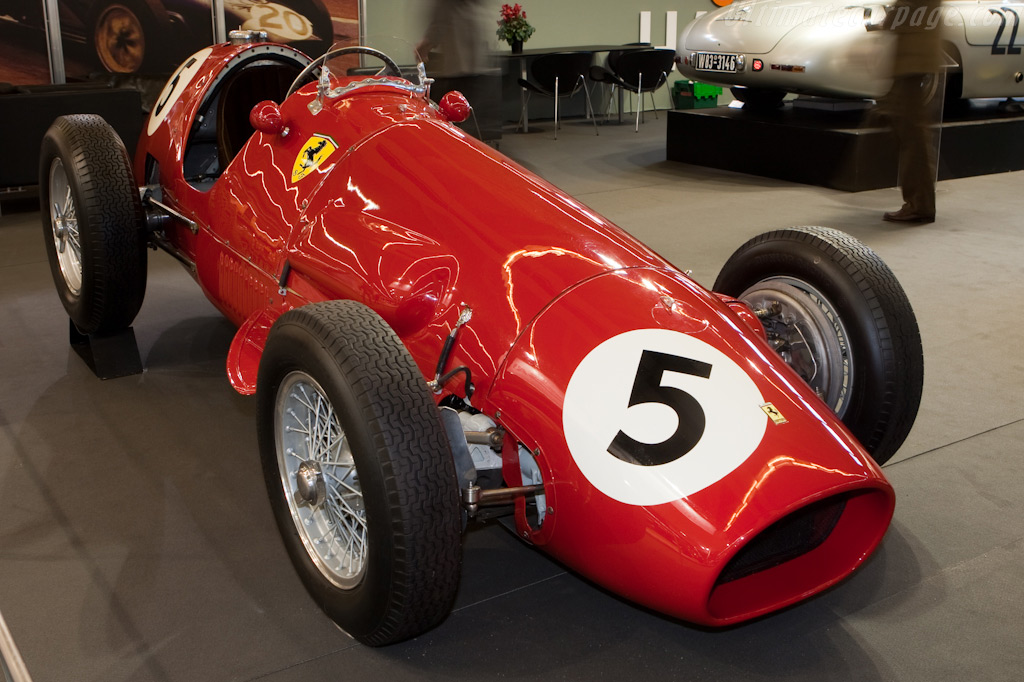
Ferrari 500 F2, prima Ferrari della storia a vincere il campionato di Formula Uno nel 1952

Dopo qualche stagione di digiuno, il successo tornò nel 1961 con la conquista del mondiale piloti, grazie a Phil Hill, e del mondiale costruttori. Nella stessa stagione morì in un incidente avvenuto al Gran Premio d'Italia Wolfgang von Trips: all'autodromo di Monza persero la vita, oltre al pilota, anche 15 spettatori. Questa sciagura è, a tutt'oggi, il più grave incidente nella storia del Campionato mondiale di Formula 1, ed è stato il primo ad essere trasmesso in televisione. Dopo qualche stagione interlocutoria, dove la Ferrari non riuscì a vincere il titolo iridato, avvenne la conquista, nel 1964, del titolo piloti grazie a John Surtees e di quello costruttori; Surtees è ancora oggi l'unico pilota della storia del motorismo ad aver vinto il titolo iridato sia nel Motomondiale sia in Formula 1.
Dopo 11 anni di vittorie nei gran premi, che non portarono però alla conquista di nessun titolo mondiale, arrivò il successo, nel 1975, grazie a Niki Lauda, sia nel campionato piloti che in quello costruttori. Il 1976 fu caratterizzato da un evento tragico: lo spaventoso incidente a Niki Lauda sul circuito del Nürburgring. Nello stesso anno la Ferrari vinse il mondiale costruttori ma non quello piloti. La doppietta venne conquistata nel 1977, con la vittoria in entrambi i campionati, con quello piloti che fu ad appannaggio Niki Lauda. Nel 1979 fu invece la volta di Jody Scheckter, che vinse il mondiale piloti, a cui si aggiunse, per la Ferrari, quello costruttori. 

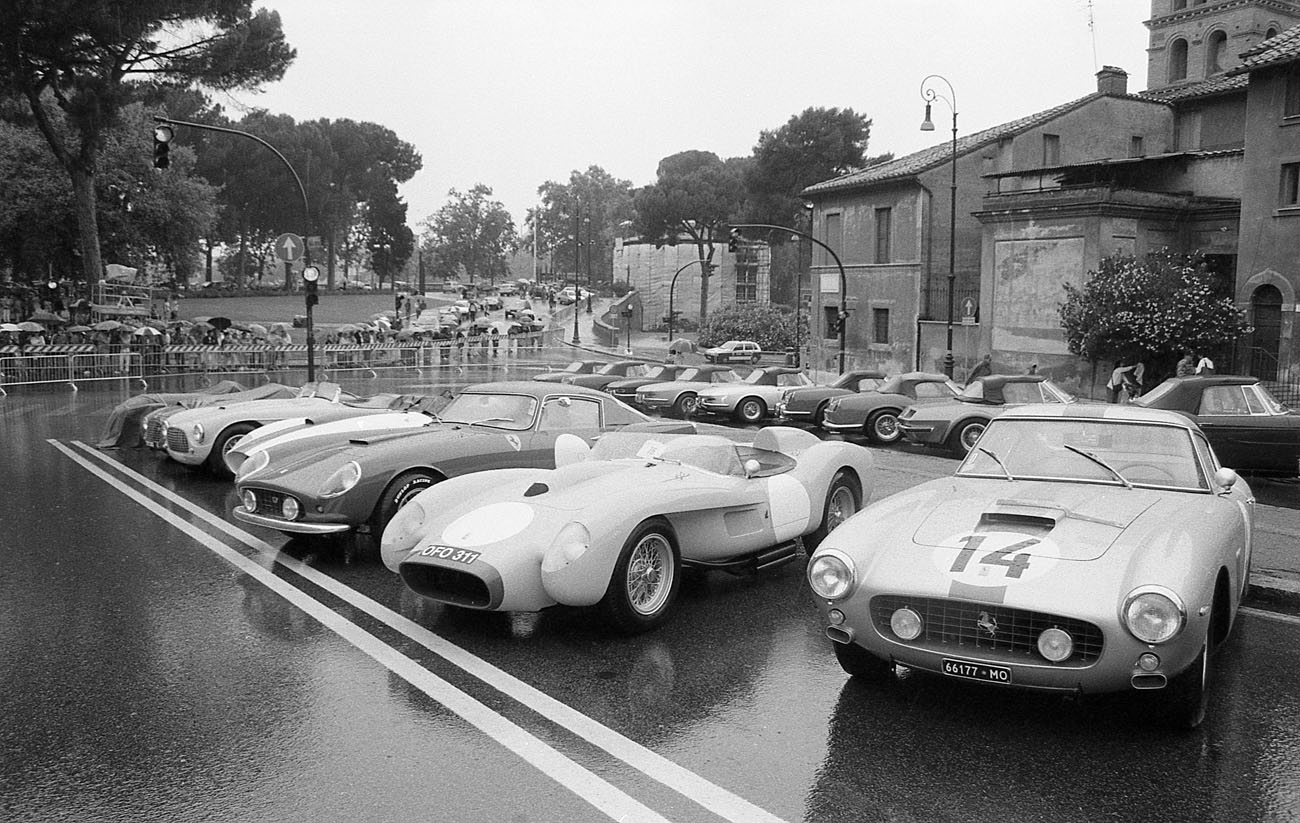
Raduno internazionale Ferrari (Roma, 1997)

Nel 1982 un altro evento luttuoso: la morte di Gilles Villeneuve sul circuito di Zolder. Sempre nello stesso anno avvenne anche lo spaventoso incidente a Didier Pironi, che costò al pilota la fine della carriera. Nel 1982 la Ferrari riuscì comunque a conquistare il mondiale costruttori anche grazie a Patrick Tambay e Mario Andretti, che sostituirono Villeneuve e Pironi. Nel 1983 il titolo costruttori fu di nuovo ad appannaggio della Ferrari. 
Dopo un digiuno durato quasi vent'anni, la Ferrari tornò a vincere il mondiale costruttori nel 1999 grazie a Michael Schumacher e a Eddie Irvine. Dal 2000, e fino al 2004, il mondiale piloti fu ad appannaggio di Michael Schumacher. Questi titoli iridati furono tutti affiancati anche dalla conquista del mondiale costruttori. Quest'ultimo fu vinto dalla Ferrari anche nel 2007 e nel 2008, mentre nel 2007 Kimi Räikkönen si impose nel campionato piloti.
Dal 1953 al 1973 la Scuderia Ferrari prese parte al campionato del mondo sportprototipi, la massima competizione riservata a vetture Sport, Prototipo, Sport Prototipo e Gran Turismo. In totale la Ferrari ha conquistato tredici titoli costruttori: nel 1953, 1954, 1956, 1957, 1958, 1960, 1961, 1962, 1963, 1964, 1965, 1967 e nel 1972. Nessuna casa automobilistica ha saputo eguagliare tale risultato, Porsche ha vinto, infatti, il campionato prototipi 9 volte prima del declassamento della competizione a campionato teams nel 1985. Durante i ventuno anni di permanenza della Ferrari nel campionato del mondo Sportprototipi la classifica costruttori è sempre stata l'unica a garantire l'attribuzione del titolo mondiale da parte della FIA e anche dopo l'istituzione di una graduatoria piloti nel 1981 quella costruttori ha continuato a rimanere la più importante. Successivamente, per volere di Enzo Ferrari, si ritirò, per concentrarsi esclusivamente sulla Formula 1. Dal 2012 compete nel Campionato del mondo endurance con le vetture gran turismo, dove ha raccolto sei titoli costruttori e quattro piloti. Dal 2023 ritorna a gareggiare nella massima categoria prototipi del WEC con la 499P vincendo per tre anni consecutivi la 24 ore di Le Mans nel 2023, nel 2024 e nel 2025.

## Logo e marchio

Lo scudetto della Scuderia Ferrari

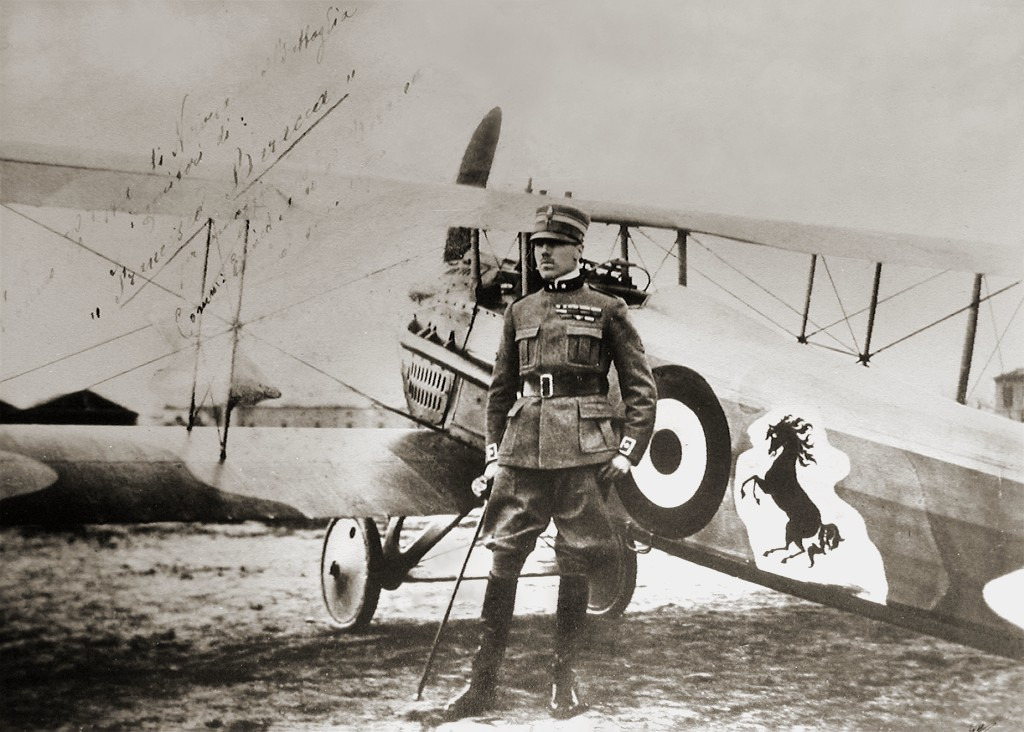
Francesco Baracca con alle spalle il cavallino rampante rappresentato sulla fiancata di un suo aereo

Il marchio Ferrari è un «cavallino rampante» nero in campo giallo, con in basso le lettere «S F» per Scuderia Ferrari, con tre strisce - una verde, una bianca e una rossa - in alto. Questo è il logo che viene applicato su tutte le auto da competizione direttamente supportate dalla scuderia. 
Nei primi due anni di attività le vetture della Scuderia Ferrari non ebbero un proprio logo e continuarono a mostrare, più o meno regolarmente, il Quadrifoglio Alfa Romeo, molto ben visto dai piloti per ragioni scaramantiche. Allo scadere dell'atto costitutivo originario che vide ritirarsi i finanziatori Alfredo Caniato e Mario Tadini, su consiglio di Piero Taruffi, Enzo Ferrari decise di estendere l'attività della scuderia anche alle gare motociclistiche. La Grande depressione, infatti, aveva di molto ridotto sia il numero delle case automobilistiche, sia gli investimenti sportivi di quelle sopravvissute, lasciando in libertà molti piloti di gran fama e valore.
Per maggiormente evidenziare l'appartenenza alla Scuderia Ferrari dei mezzi in gara, si decise di dotarli del celeberrimo cavallino rampante. Il cavallino rampante, era originariamente l'emblema personale del maggiore Francesco Baracca, pilota della prima guerra mondiale, che faceva dipingere sulle fiancate dei suoi velivoli ai tempi della 91ª Squadriglia aeroplani da caccia. Il colore originario del cavallino probabilmente era il rosso, tratto per inversione dallo stemma del 2º Reggimento "Piemonte Reale Cavalleria" di cui l'asso Baracca faceva parte e che il più famoso colore nero fu invece adottato in segno di lutto dai suoi compagni di squadriglia dopo la morte di Baracca.

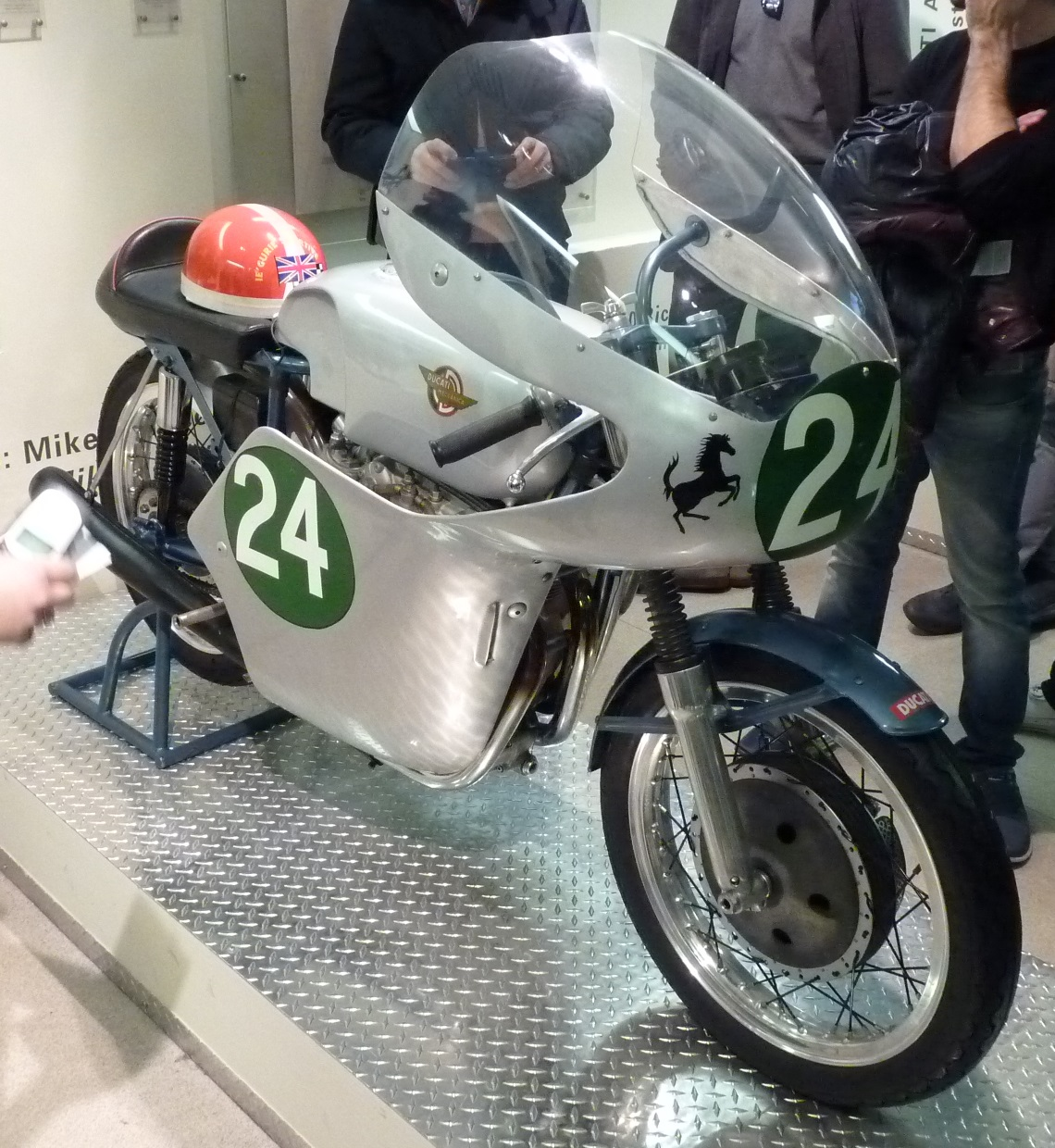
Il cavallino rampante sulla carena della Ducati 250 Parallelo Desmo di Mike Hailwood (1960)

L'acquisizione del logo fu così raccontata dallo stesso Enzo Ferrari:
Le prime vetture a scendere in gara con lo stemma del Cavallino Rampante in campo giallo furono le due Alfa Romeo 8C 2300 Mille Miglia Zagato Spider passo corto schierate dalla Scuderia alla 24 Ore di Spa del 9 luglio 1932, che si classificarono al 1º e 2º posto con gli equipaggi Brivio/Siena e Taruffi/D'Ippolito.
Nel 1945 Ferrari fece ridisegnare un nuovo cavallino rampante da Eligio Gerosa, giovane incisore milanese. Nel progetto ampiamente modificato rispetto al disegno originario (soprattutto nella coda, che nel cavallino di Baracca puntava verso il basso) venne aggiunto lo sfondo giallo canarino, uno dei colori di Modena. Fu sempre Eligio Gerosa che nel 1947 disegnò il logo ufficiale della scuderia con un cavallino più snello e riproporzionato nelle dimensioni che con lo zoccolo sovrasta la barretta allungata della «F». Il cavallino rampante non è stato utilizzato unicamente dal marchio Ferrari: l'ingegnere Fabio Taglioni, concittadino di Baracca, lo applicò sulle motociclette Ducati tra la fine degli anni cinquanta e l'inizio degli anni sessanta. 
Dopo la seconda guerra mondiale, nel 1950 la Auto Avio Costruzioni fu tra le prime squadre a gareggiare nel nuovo campionato mondiale di Formula 1. Siccome i clienti privati che gareggiavano con vetture Ferrari erano sempre più numerosi, nel 1952 venne deciso di utilizzare nuovamente, per le competizioni in cui l'azienda si impegnava direttamente con proprie autovetture, lo stemma e la denominazione Scuderia Ferrari già utilizzati negli anni trenta.
Nel 2013 e nel 2014 il marchio Ferrari è stato riconosciuto come il marchio più influente al mondo in assoluto secondo l'annuale classifica di Brand Finance con la seguente motivazione: «Il cavallino rampante su sfondo giallo è immediatamente riconoscibile in tutto il mondo anche dove non ci sono ancora le strade. Nel suo Paese natale e tra i suoi molti ammiratori in tutto il mondo la Ferrari ispira molto più della lealtà al marchio, più di un culto e una devozione quasi religiosa». Il cavallino rampante è un marchio registrato della Ferrari.

## Modelli

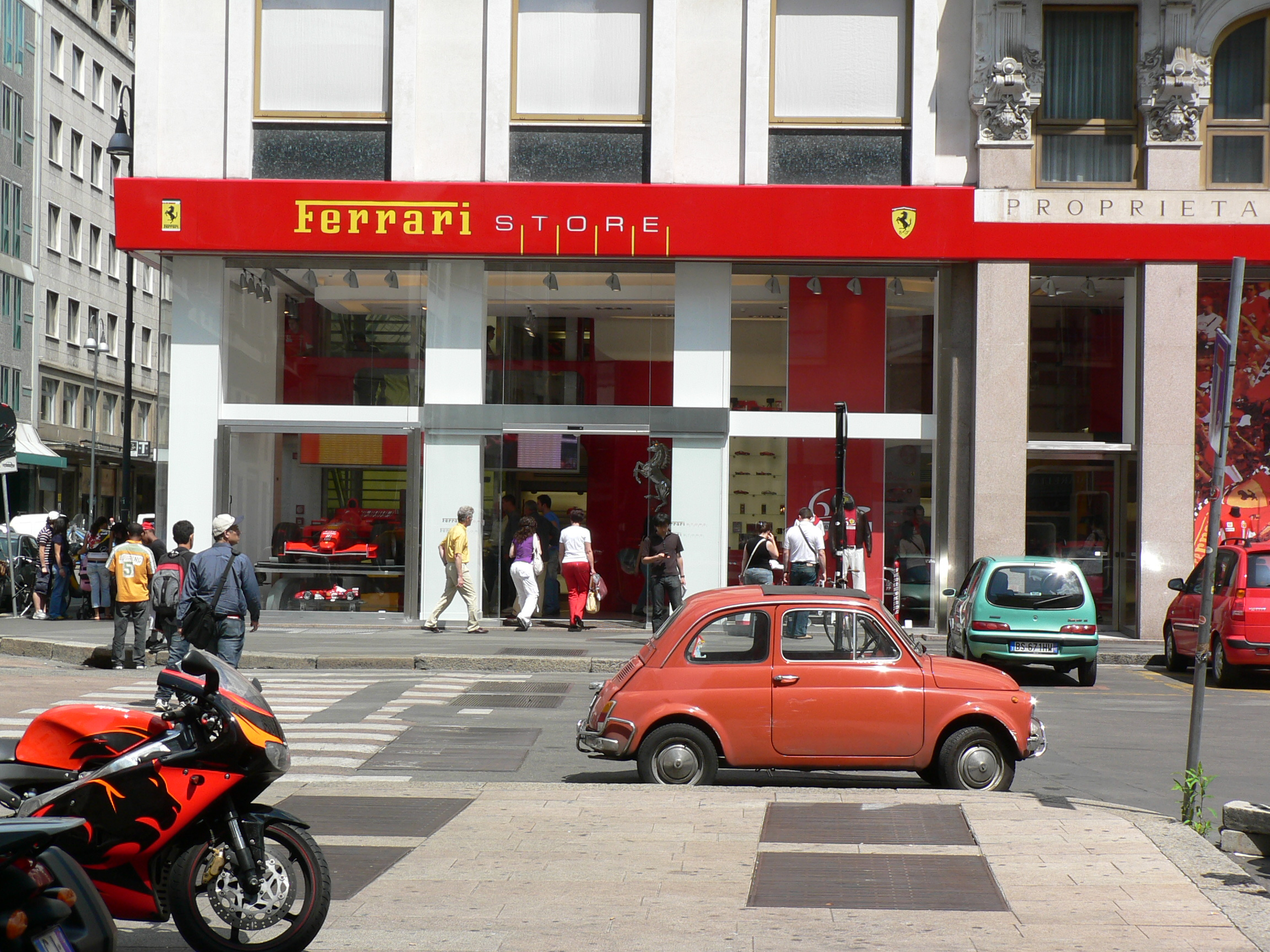
Il Ferrari Store di Milano (2008)

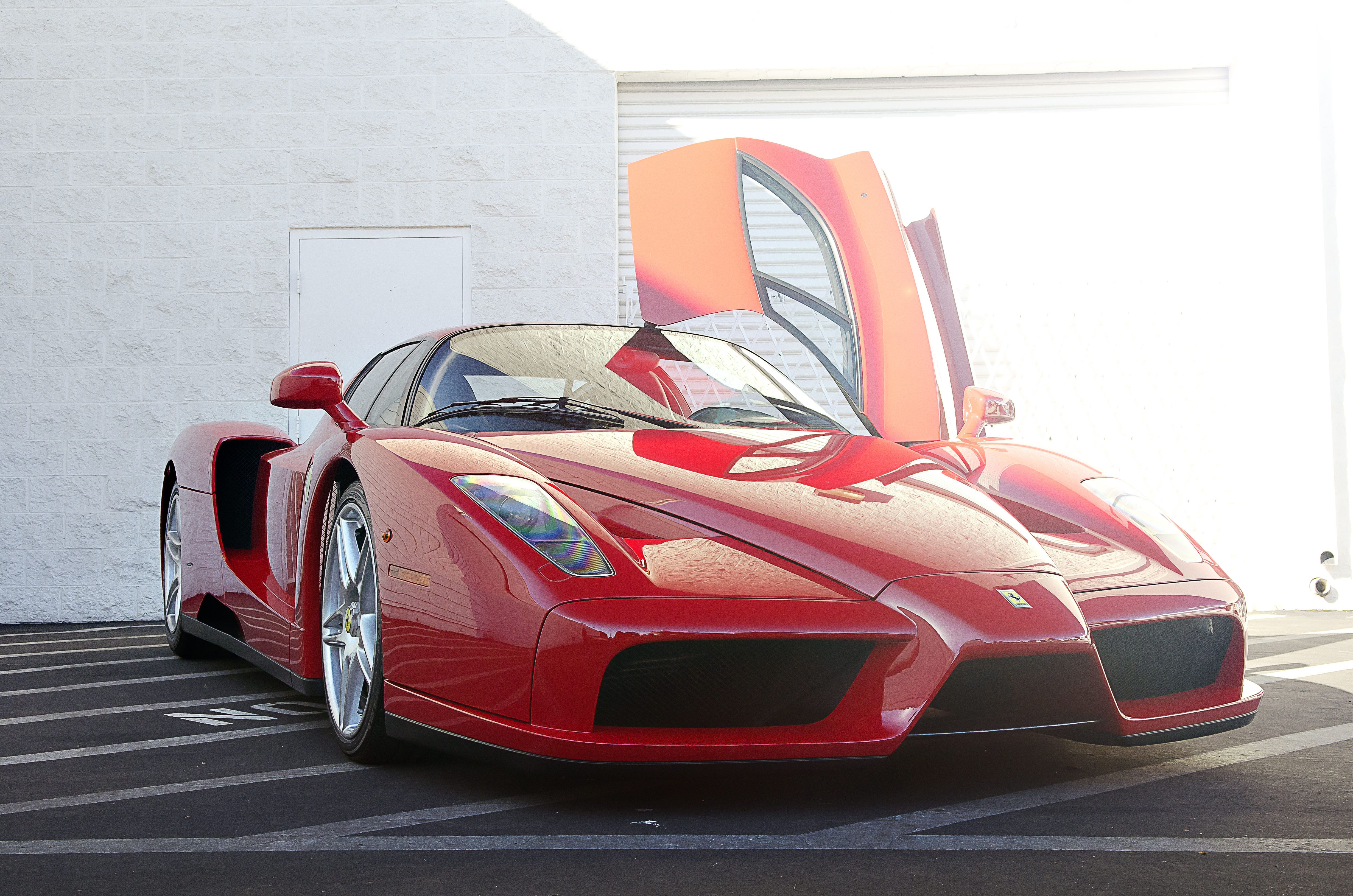
Una Ferrari Enzo nella tipica colorazione «rosso Ferrari»

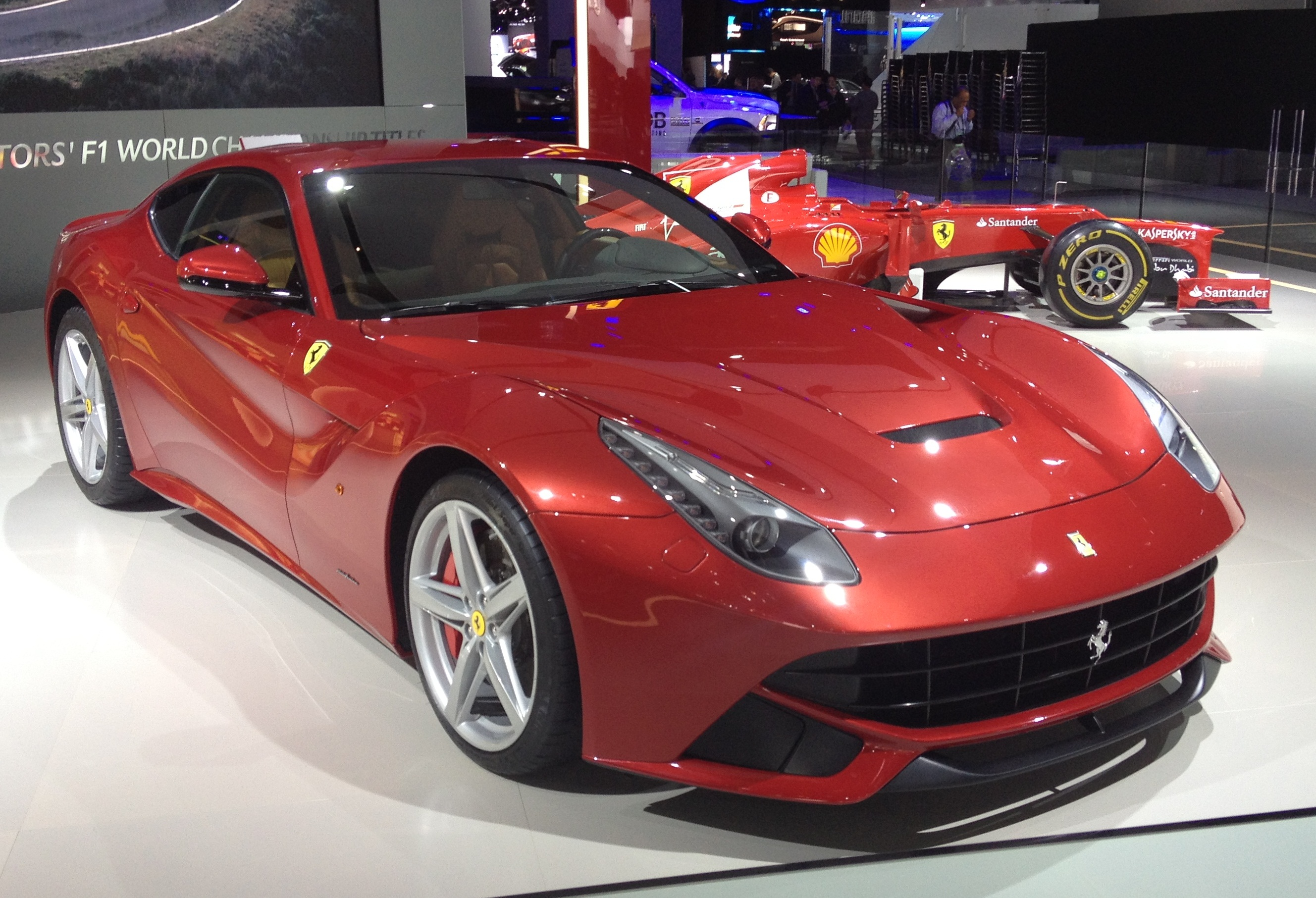
Ferrari F12berlinetta

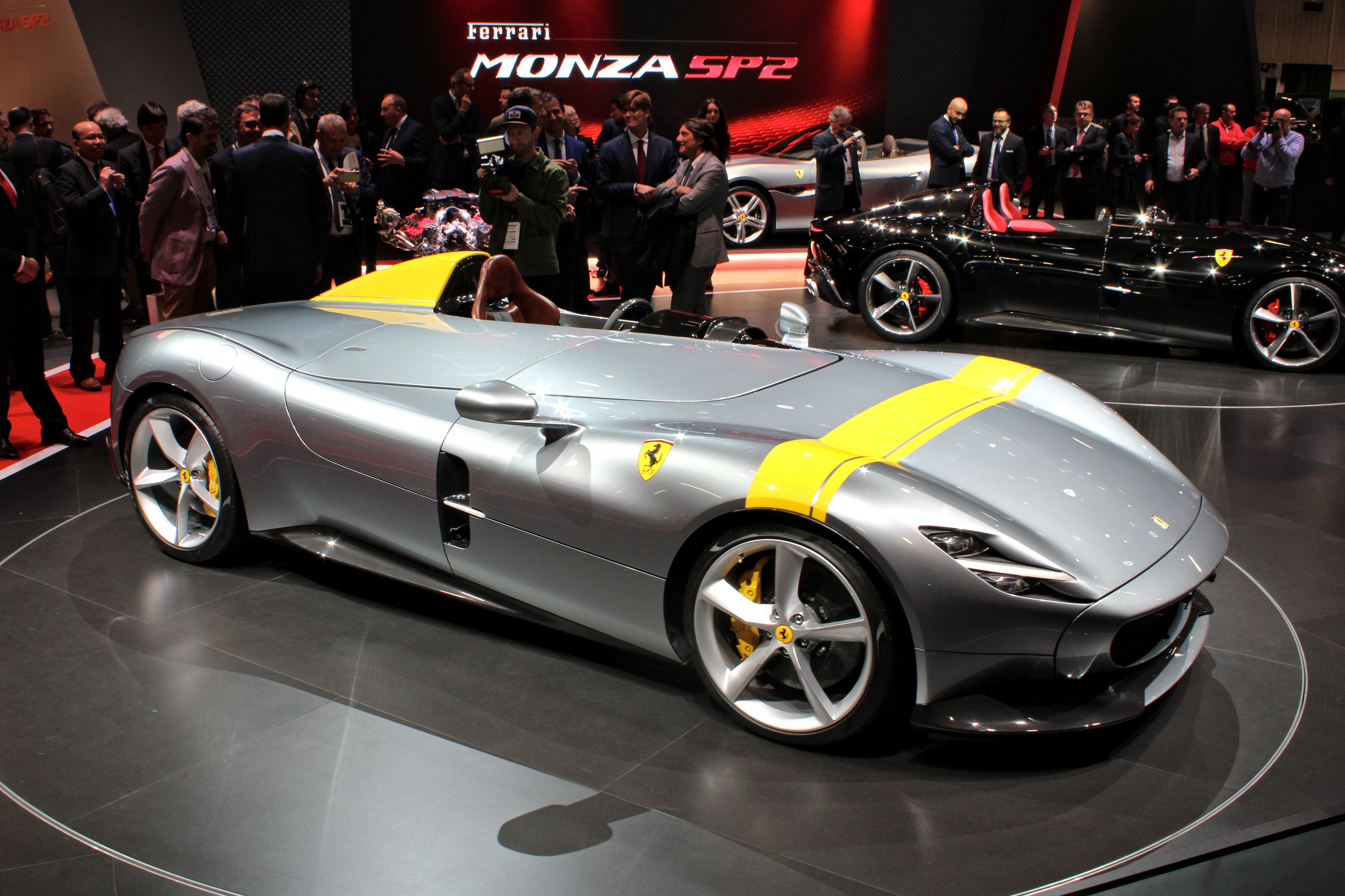
Ferrari Monza SP1

Le autovetture Ferrari sono celebri anche per la loro esclusività, tant'è che l'azienda ha deciso di limitare la produzione per mantenere questa caratteristica. Tra i progettisti e le carrozzerie che hanno collaborato con la Ferrari, ci sono anche Bertone, Ghia, Michelotti, Pininfarina, Scaglietti, Touring, Vignale. I motori impiegati nelle autovetture Ferrari sono prevalentemente dei V8 e V12. 
Relativamente al colore, fin dagli anni venti le automobili da corsa italiane erano verniciate di rosso. Questo era il colore consueto per le vetture italiane che gareggiavano in campionati automobilistici in base a un provvedimento preso negli anni tra le due guerre mondiali dall'associazione che in seguito venne chiamata FIA. Nello schema della federazione, tra le altre, le auto francesi erano blu, le tedesche bianche e le inglesi verdi. 
La tonalità del rosso è gradualmente passata dal rosso scuro (famoso come «rosso Alfa») a una tinta notevolmente più accesa, nota come «rosso corsa». Tale colorazione è rimasta immutata per le Ferrari di serie, mentre per quelle di Formula 1 dopo l'acquisizione da parte del Gruppo Fiat ci sono state variazioni di tonalità del rosso, volute dai vari sponsor. Va però sottolineato che la Ferrari, come per altro imposto dallo stesso Enzo, ha sempre mantenuto il colore rosso imposto nei primi anni, per mantenere la nazionalità del marchio.

### Modelli stradali
| Anno | Modello                              |
| ---- | ------------------------------------ |
| 1948 | 166 Inter                            |
| 1950 | 195 Inter                            |
| 1951 | 212 Inter                            |
| 1952 | 342 America                          |
| 1953 | 375 MM Coupé                         |
| 1953 | 250 Europa                           |
| 1953 | 375 America                          |
| 1954 | 250 Europa GT                        |
| 1954 | 250 GT Coupé (prima serie)           |
| 1956 | 250 GT Berlinetta TDF                |
| 1956 | 410 Superamerica                     |
| 1956 | 410 Superfast                        |
| 1957 | 250 GT Cabriolet (prima serie)       |
| 1957 | 250 GT California (prima serie)      |
| 1957 | 250 GT Cabriolet (seconda serie)     |
| 1958 | 250 GT Coupé (seconda serie)         |
| 1959 | 250 GT California (seconda serie)    |
| 1959 | 250 GT Berlinetta SWB                |
| 1960 | 250 GT 2+2                           |
| 1962 | 400 Superamerica                     |
| 1962 | 250 GTO                              |
| 1962 | 250 GTL                              |
| 1962 | 330 TR                               |
| 1964 | 275 GTB                              |
| 1964 | 275 GTS                              |
| 1964 | 330 GT 2+2                           |
| 1964 | 500 Superfast                        |
| 1964 | 250 GTO                              |
| 1966 | 275 GTB/4                            |
| 1966 | 275 GTS/4                            |
| 1966 | 330 GTC                              |
| 1966 | 330 GTS                              |
| 1966 | 365 P Speciale                       |
| 1966 | 365 California                       |
| 1967 | 365 GT 2+2                           |
| 1967 | Dino 206 GT                          |
| 1968 | 365 GTC                              |
| 1968 | 365 GTS                              |
| 1968 | 365 GTB/4                            |
| 1969 | 365 GTS/4                            |
| 1969 | Dino 246 GT                          |
| 1969 | Dino 246 GTS                         |
| 1971 | 365 GTC4                             |
| 1971 | 365 GT4 BB                           |
| 1972 | 246 GTS                              |
| 1972 | 365 GT4 2+2                          |
| 1973 | Dino 308 GT4                         |
| 1975 | Dino 208 GT4                         |
| 1975 | 308 GTB                              |
| 1976 | 308 GT4                              |
| 1976 | 400 Automatic                        |
| 1976 | 400 GT                               |
| 1976 | 512 BB                               |
| 1977 | 308 GTS                              |
| 1979 | 400i Automatic                       |
| 1979 | 400i GT                              |
| 1980 | 208 GTB                              |
| 1980 | 208 GTS                              |
| 1980 | 308 GTBi                             |
| 1980 | 308 GTSi                             |
| 1980 | Mondial 8                            |
| 1981 | 512 BBi                              |
| 1982 | 208 GTB Turbo                        |
| 1982 | 208 GTS Turbo                        |
| 1982 | 308 GTB Quattrovalvole               |
| 1982 | 308 GTS Quattrovalvole               |
| 1982 | Mondial Quattrovalvole               |
| 1983 | Mondial QV Cabriolet                 |
| 1984 | GTO                                  |
| 1984 | Testarossa                           |
| 1985 | 328 GTB                              |
| 1985 | 328 GTS                              |
| 1985 | 412 Automatic                        |
| 1985 | 412 GT                               |
| 1985 | Mondial 3.2 GTB                      |
| 1985 | Mondial 3.2 GTS                      |
| 1986 | GTB Turbo                            |
| 1986 | GTS Turbo                            |
| 1987 | F40                                  |
| 1989 | 348 TB                               |
| 1989 | 348 TS                               |
| 1989 | Mondial T                            |
| 1989 | Mondial T Cabriolet                  |
| 1991 | 512 TR                               |
| 1992 | 456 GT                               |
| 1992 | 456 GTA                              |
| 1993 | 348 GTB                              |
| 1993 | 348 GTS                              |
| 1994 | F355 Berlinetta                      |
| 1994 | F355 GTS                             |
| 1994 | F512 M                               |
| 1995 | F50                                  |
| 1995 | F355 Spider                          |
| 1996 | 550 Maranello                        |
| 1997 | 355 F1 Berlinetta                    |
| 1997 | 355 F1 GTS                           |
| 1997 | 355 F1 Spider                        |
| 1998 | 456M GT                              |
| 1998 | 456M GTA                             |
| 1999 | 360 Modena                           |
| 2000 | 360 Spider                           |
| 2001 | 550 Barchetta                        |
| 2002 | 575M Maranello                       |
| 2002 | Enzo                                 |
| 2003 | 360 Challenge Stradale               |
| 2004 | 612 Scaglietti                       |
| 2004 | F430                                 |
| 2005 | F430 Spider                          |
| 2005 | 575 Superamerica                     |
| 2007 | 599 GTB Fiorano                      |
| 2007 | 612 Scaglietti "Sessanta"            |
| 2008 | 430 Scuderia                         |
| 2008 | California                           |
| 2008 | Scuderia Spider 16M                  |
| 2009 | 458 Italia                           |
| 2010 | 599 GTO                              |
| 2010 | SA Aperta                            |
| 2011 | FF                                   |
| 2011 | 599 GTB Fiorano HGTE                 |
| 2011 | 458 Spider                           |
| 2012 | F12berlinetta                        |
| 2012 | 458 20th Anniversary Special Edition |
| 2013 | LaFerrari                            |
| 2013 | 458 Speciale                         |
| 2013 | 458 Pininfarina Sergio               |
| 2014 | California T                         |
| 2014 | 458 Speciale A                       |
| 2015 | 488 GTB                              |
| 2015 | 488 Spider                           |
| 2016 | GTC4Lusso                            |
| 2016 | J50                                  |
| 2017 | 812 Superfast                        |
| 2018 | Portofino                            |
| 2018 | 488 Pista                            |
| 2018 | 488 Pista Spider                     |
| 2018 | Ferrari Monza SP                     |
| 2019 | F8 Tributo                           |
| 2019 | SF90 Stradale                        |
| 2020 | F8 Spider                            |
| 2020 | 812 GTS                              |
| 2020 | Roma                                 |
| 2021 | Portofino M                          |
| 2021 | SF90 Assetto Fiorano                 |
| 2021 | 812 Competizione                     |
| 2021 | 812 Competizione A                   |
| 2021 | 296 GTB                              |
| 2021 | Daytona SP3                          |
| 2022 | Purosangue                           |
| 2024 | 12Cilindri                           |
| 2024 | F80                                  |
| 2024 | Amalfi                               |

### Vetture Formula 1, Formula 2 e altre monoposto
- Ferrari 125 C (1947)
- Ferrari 159 C (1947)
- Ferrari 166 FL (1949)
- Ferrari 125 F1 (1950)
- Ferrari 166 F2 (1950)
- Ferrari 275 F1 (1950)
- Ferrari 340 F1 (1950)
- Ferrari 375 F1 (1950, 1951)
- Ferrari 212 F1 (1951, 1952)

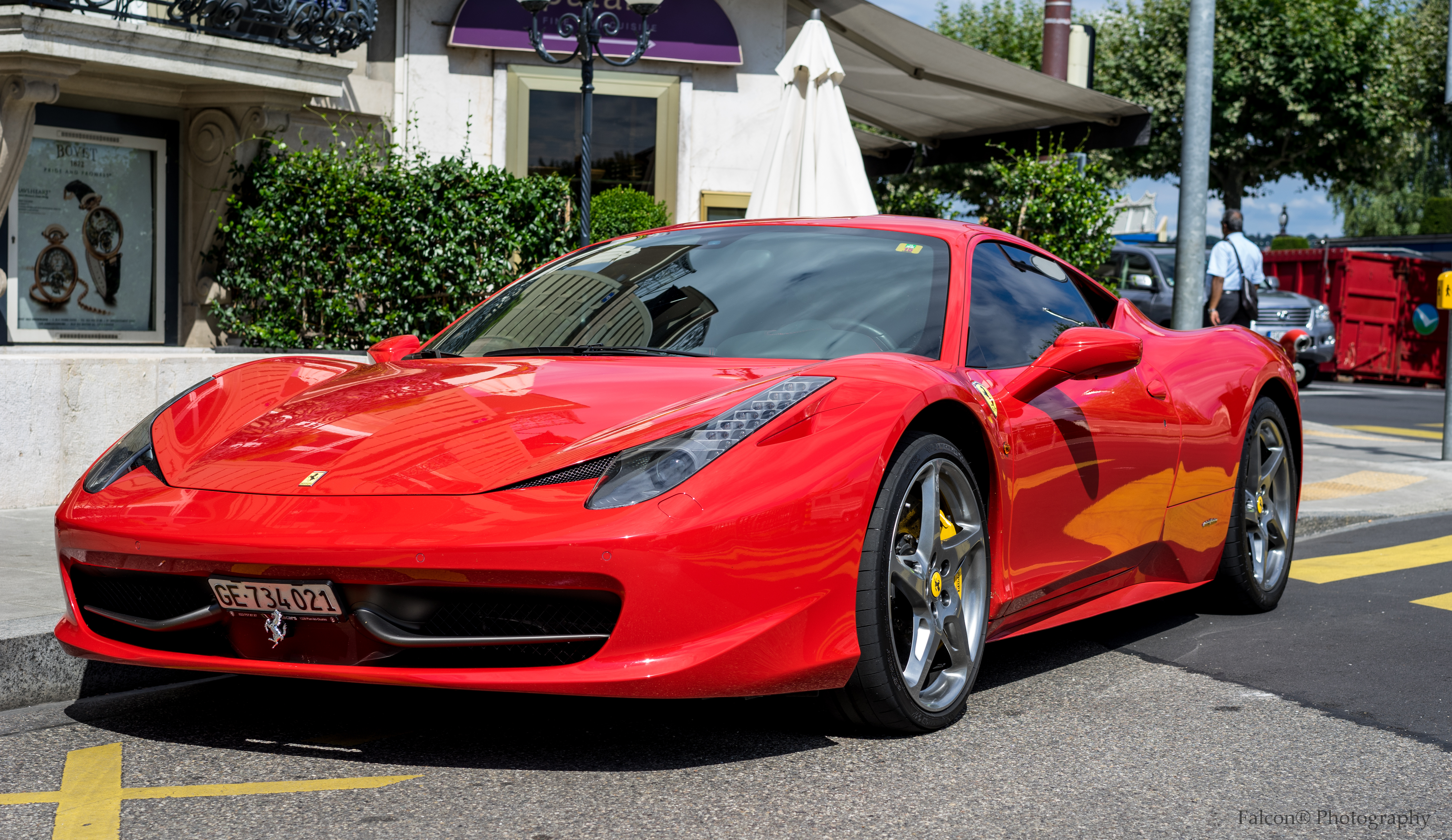
Una Ferrari 458 Italia

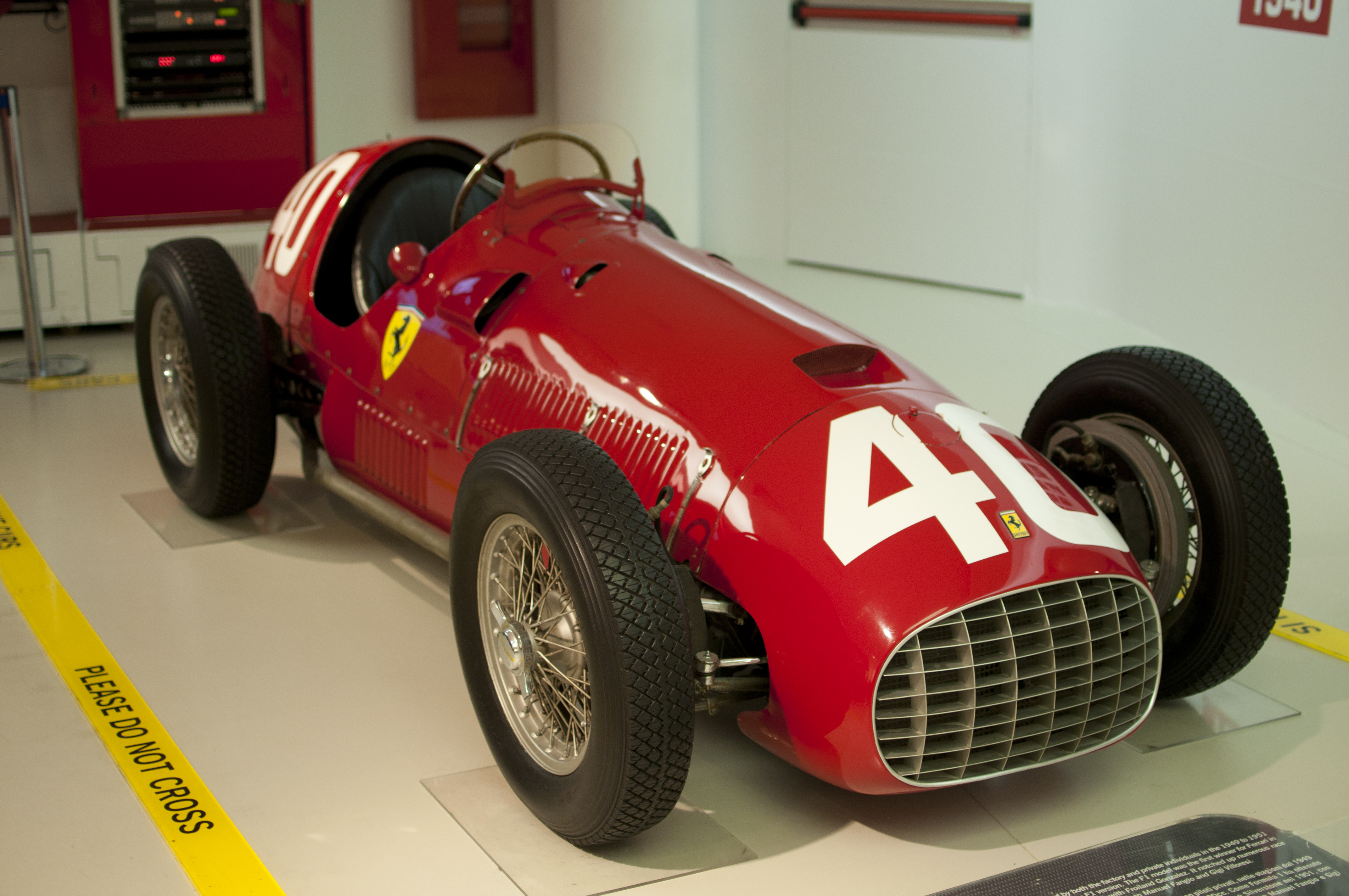
La Ferrari 166 F2, realizzata nel 1948 per competere in Formula 2

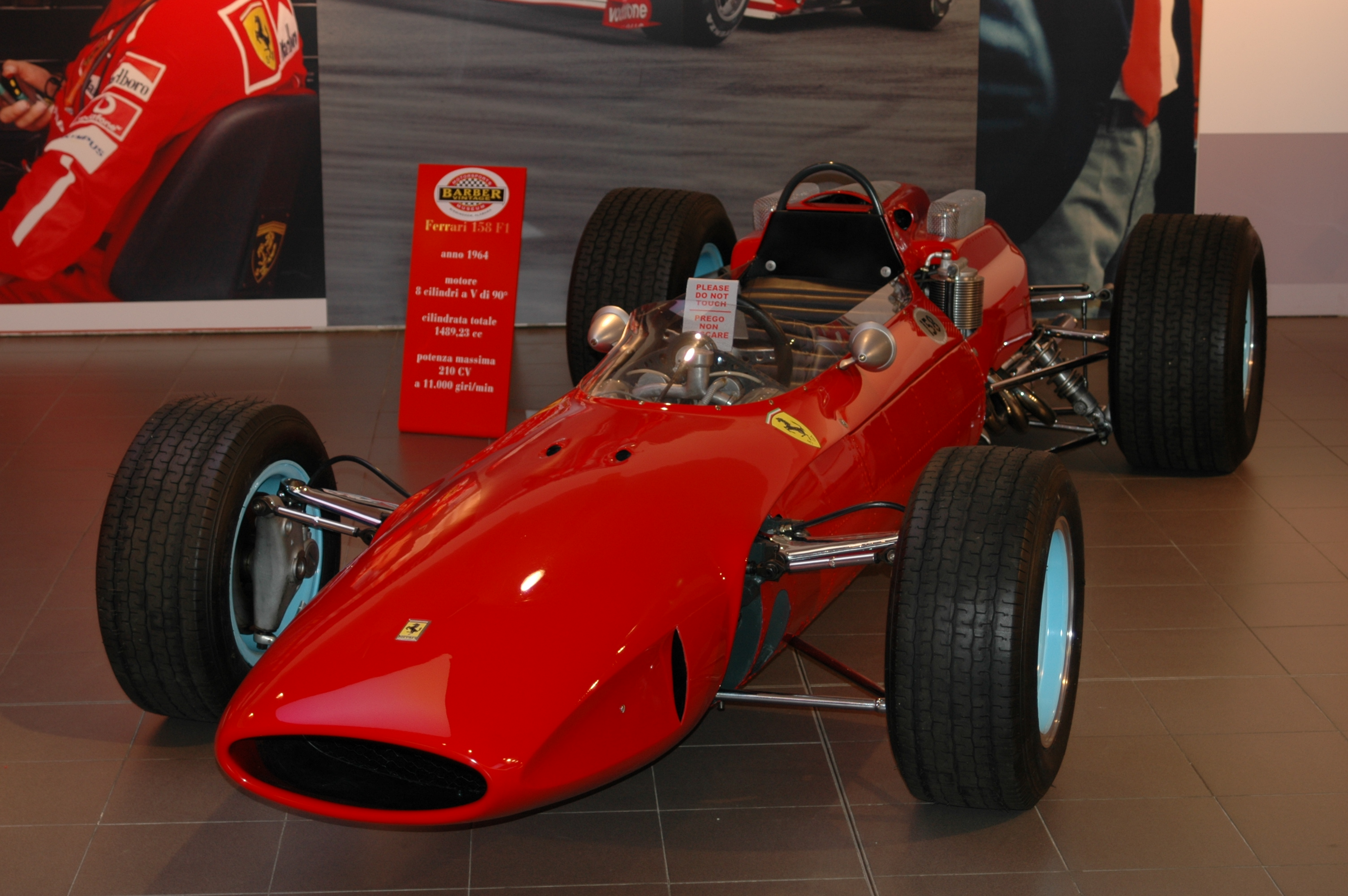
La Ferrari 158, campione del mondo di Formula 1 nel 1964

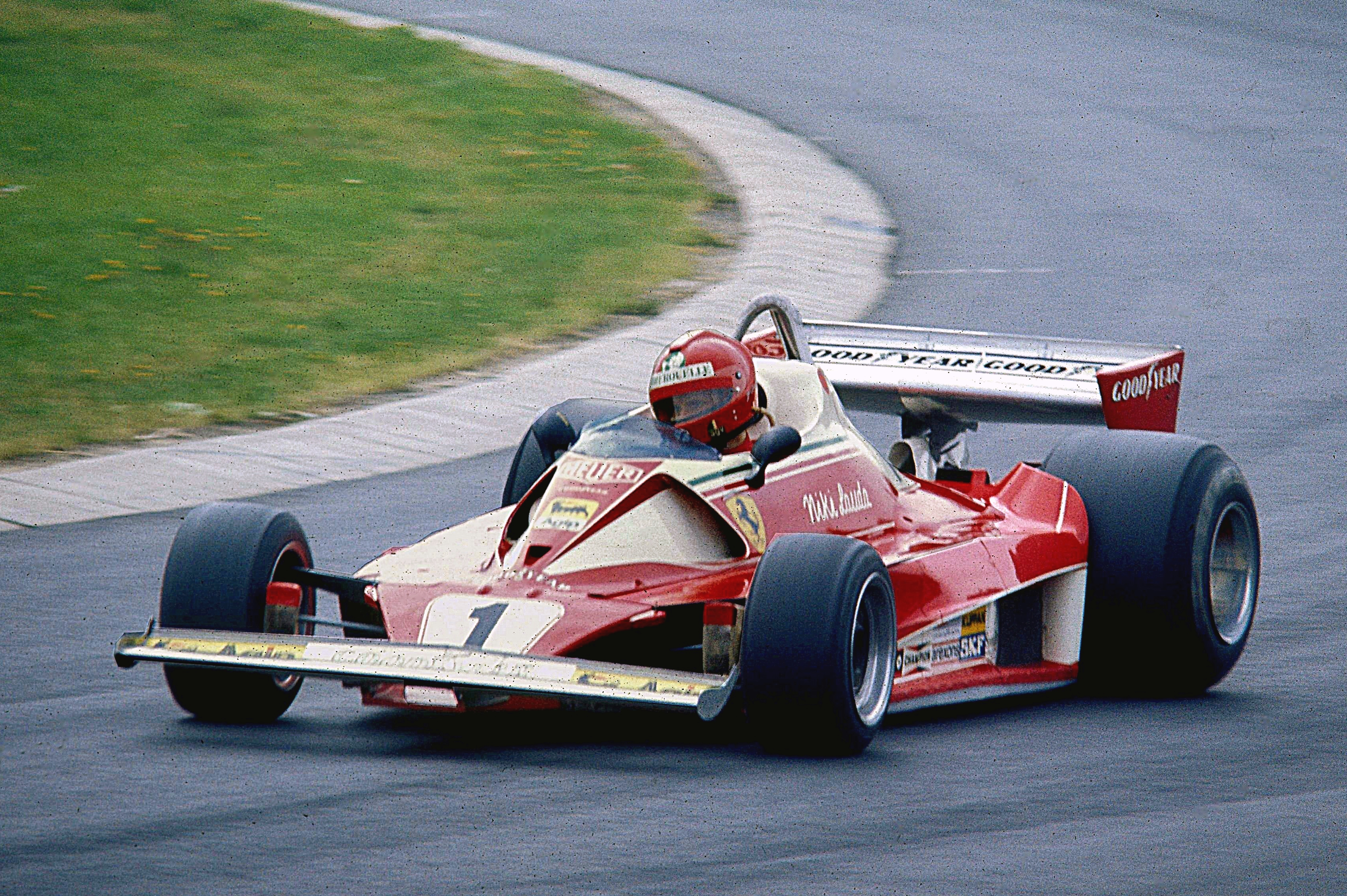
La Ferrari 312 T2, campione del mondo di Formula 1 nel 1976 e nel 1977

La Ferrari 126 C2, campione del mondo di Formula 1 nel 1982

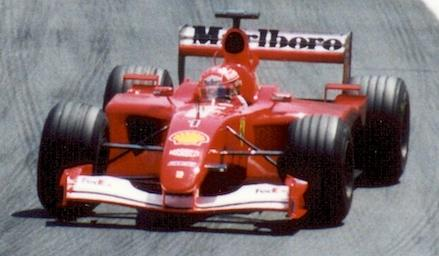
La Ferrari F2001, campione del mondo di Formula 1 nel 2001

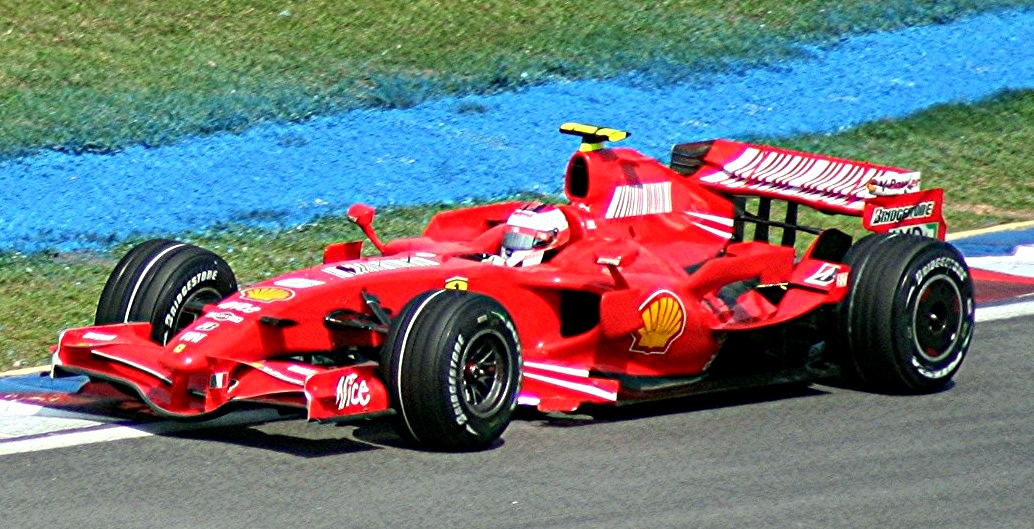
La Ferrari F2007, campione del mondo di Formula 1 nel 2007

- Ferrari 500 F2 (1951, 1952, 1953) 2P nel 1952 e nel 1953
- Ferrari 375 Indy (1952) P
- Ferrari 166 C (1953) P
- Ferrari 553 F2 (1953)
- Ferrari 553 F1 (1953–1954)
- Ferrari 625 F1 (1954–1955)
- Ferrari 555 F1 (1955–1956) P nel 1956
- Ferrari D50 (1955, 1956, 1957) P nel 1956
- Ferrari 801 F1 (1957)
- Ferrari Dino 156 F2 (1957)
- Ferrari 326 MI (1958)
- Ferrari 412 MI (1958)
- Ferrari 246 F1 (1958) P
- Ferrari 256 F1 (1959)
- Ferrari 246 P (1960)
- Ferrari 156 P (1960)
- Ferrari 156 F2 (1960)
- Ferrari 156 F1 (1961, 1962) PC nel 1961
- Ferrari 156 F1-63 (1963, 1964)
- Ferrari 158 F1 (1964, 1965) PC nel 1964
- Ferrari 512 F1 (1965, 1966)
- Ferrari 246 F1-66 (1966)
- Ferrari Dino 166 F2 (1967)
- Ferrari 312 F1 (1966, 1967, 1968, 1969)
- Ferrari Dino 246 Tasmania (1968)
- Ferrari 312 B (1970, 1971, 1972)
- Ferrari 312 B2 (1971, 1972, 1973)
- Ferrari 312 B3 (1973)
- Ferrari 312 B3-74 (1974, 1975)
- Ferrari 312 T (1975, 1976) PC nel 1975
- Ferrari 312 T2 (1976, 1977, 1978) C nel 1976, PC nel 1977
- Ferrari 312 T3 (1978)
- Ferrari 312 T4 (1979) PC
- Ferrari 312 T5 (1980)
- Ferrari 126 CK (1981)
- Ferrari 126 CX (1981)
- Ferrari 126 C2 (1982) C
- Ferrari 126 C2B (1983) C
- Ferrari 126 C3 (1983) C
- Ferrari 126 C4 (1984)
- Ferrari 156-85 (1985)
- Ferrari F1-86 (1986)
- Ferrari 637 (1986)
- Ferrari F1-87 (1987)
- Ferrari F1-87/88C (1988)
- Ferrari 639 (vettura laboratorio) (1989)
- Ferrari 640 F1 (F1-89) (1989)
- Ferrari 641/1 F1 (F1-90) (1990)
- Ferrari 641/2 F1 (F1-90) (1990)
- Ferrari 642 (F1-91) (1991)
- Ferrari 643 (F1-91) (1991)
- Ferrari F92 A (1992)
- Ferrari F92 AT (1992)
- Ferrari F93 A (1993)
- Ferrari 412 T1 (1994)
- Ferrari 412 T1B (1994)
- Ferrari 412 T2 (1995)
- Ferrari F310 (1996)
- Ferrari F310B (1997)
- Ferrari F300 (1998)
- Ferrari F399 (1999) C
- Ferrari F1-2000 (2000) PC
- Ferrari F2001 (2001) PC
- Ferrari F2002 (2002) PC
- Ferrari F2003GA (2003) PC
- Ferrari F2004 (2004) PC
- Ferrari F2004M (2005)
- Ferrari F2005 (2005)
- Ferrari 248 F1 (2006)
- Ferrari F2007 (2007) PC
- Ferrari F2008 (2008) C
- Ferrari F60 (2009)
- Ferrari F10 (2010)
- Ferrari 150º Italia (2011)
- Ferrari F2012 (2012)
- Ferrari F138 (2013)
- Ferrari F14-T (2014)
- Ferrari SF15-T (2015)
- Ferrari SF16-H (2016)
- Ferrari SF70H (2017)
- Ferrari SF71H (2018)
- Ferrari SF90 (2019)
- Ferrari SF1000 (2020)
- Ferrari SF21 (2021)
- Ferrari F1-75 (2022)
- Ferrari SF-23 (2023)
- Ferrari SF-24 (2024)
- Ferrari SF-25 (2025)

(«P» indica che la vettura ha vinto il titolo mondiale piloti, «C» che ha vinto quello costruttori)

### Vetture Sport Prototipo

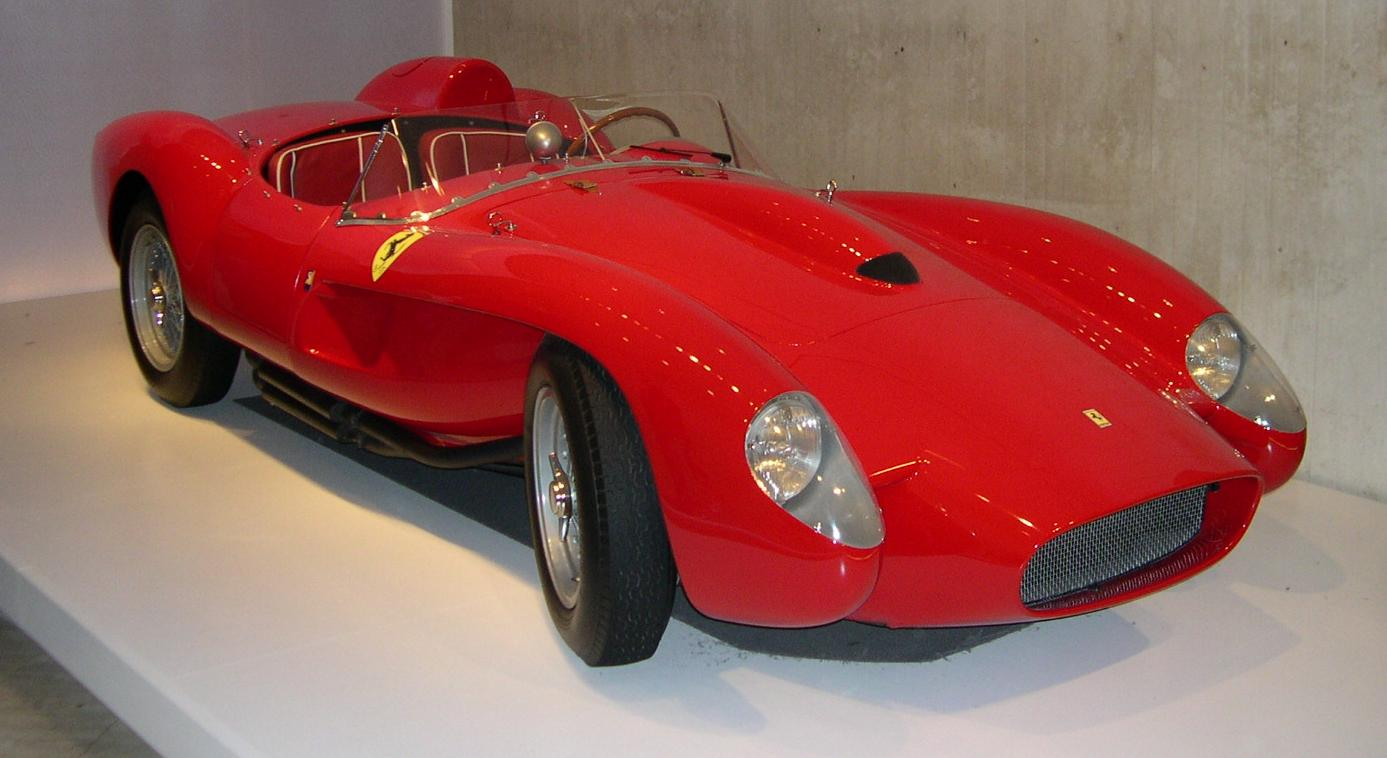
Ferrari 250 Testa Rossa del 1958

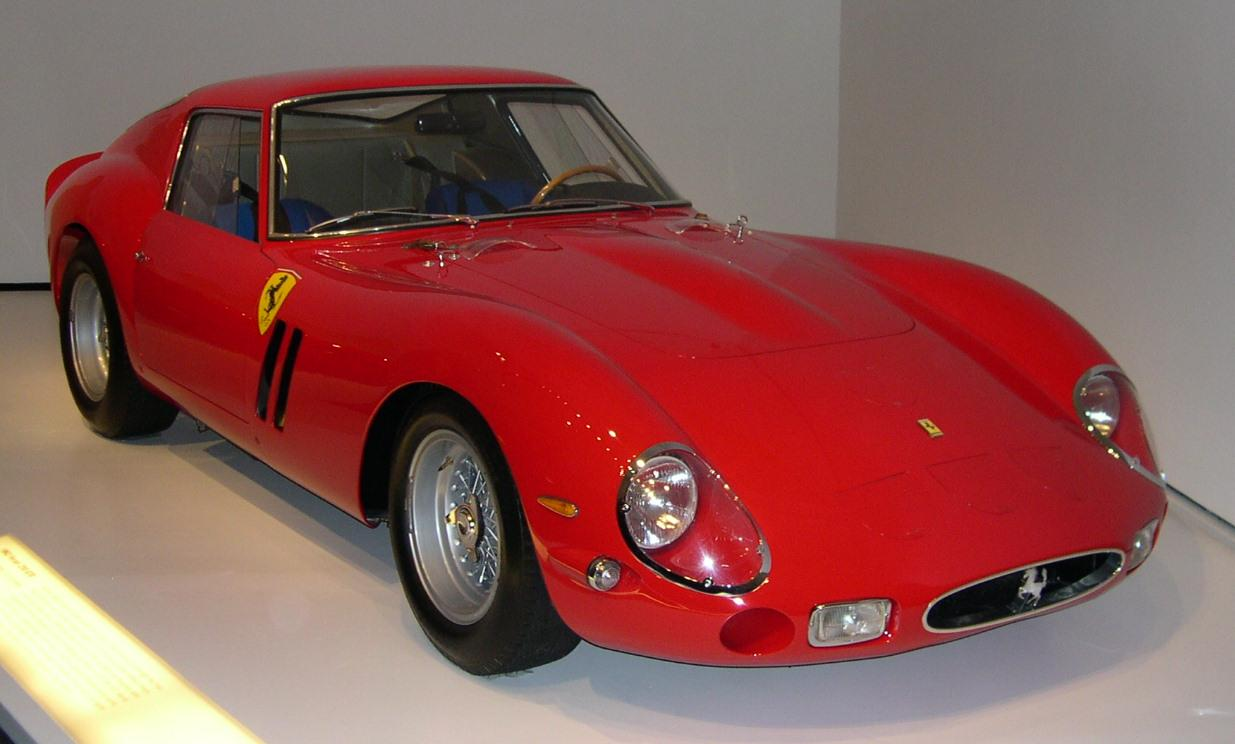
Ferrari 250 GTO del 1962

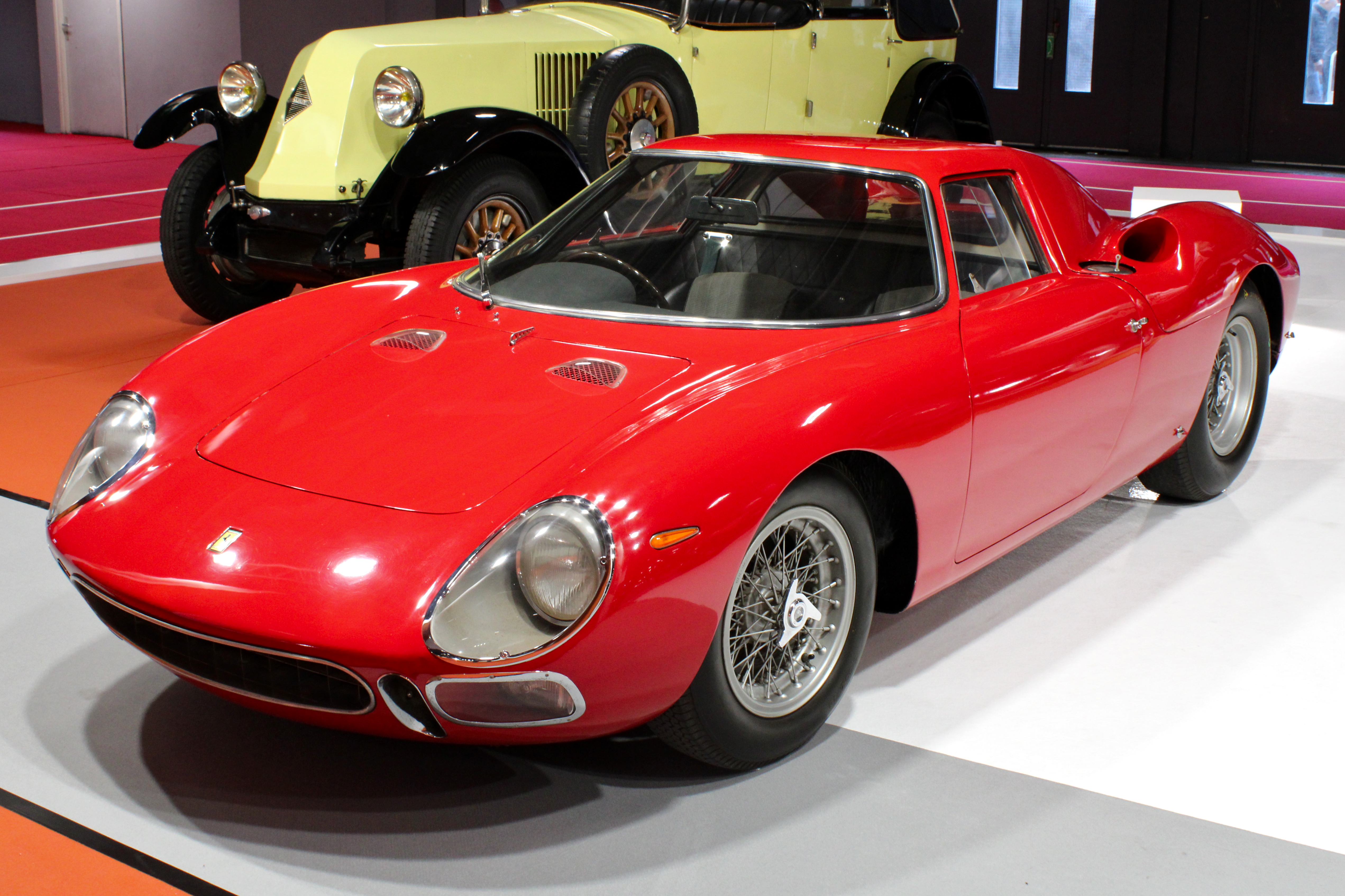
Ferrari 250 LM del 1965

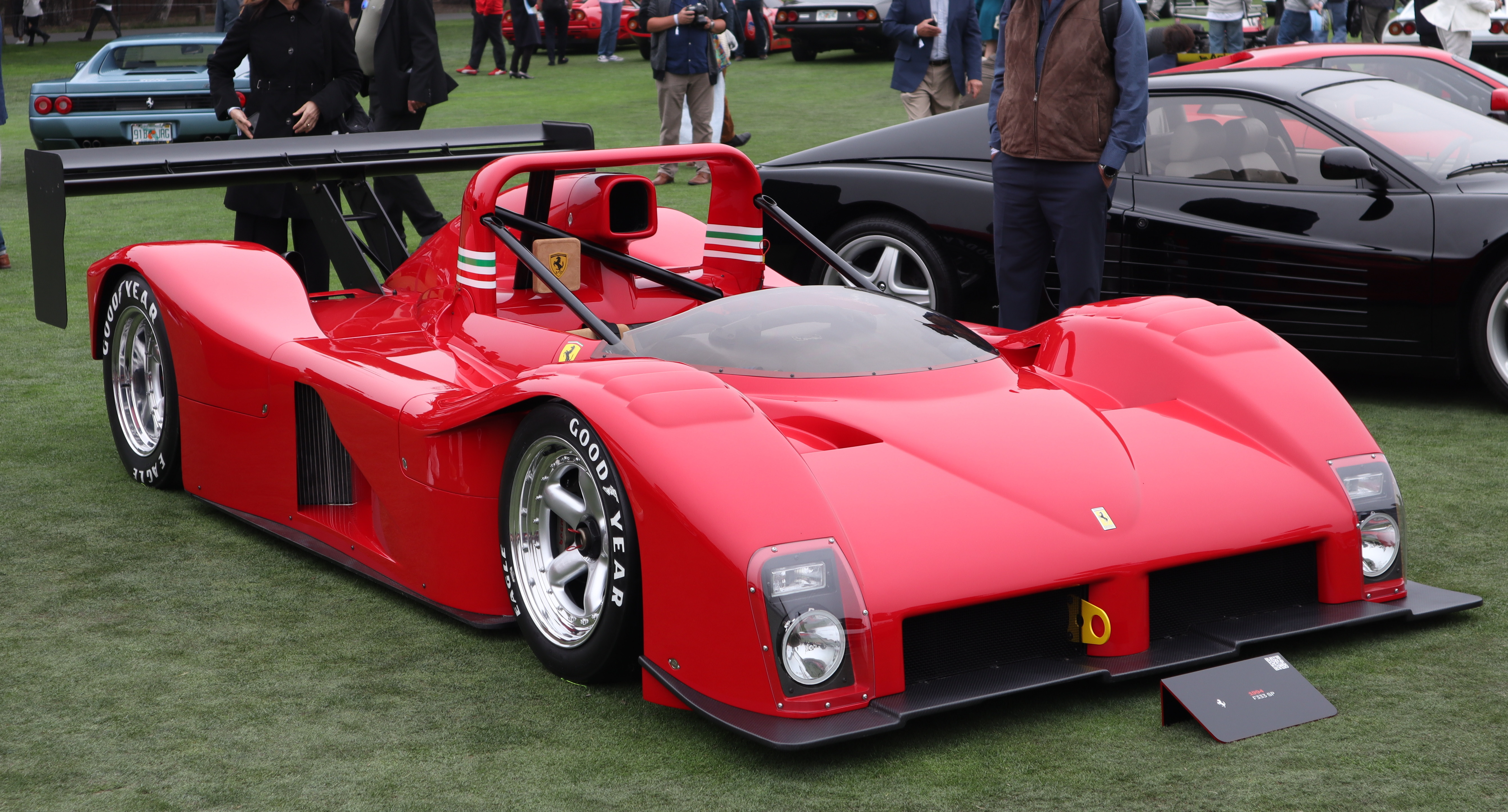
Una Ferrari 333 SP del 1994

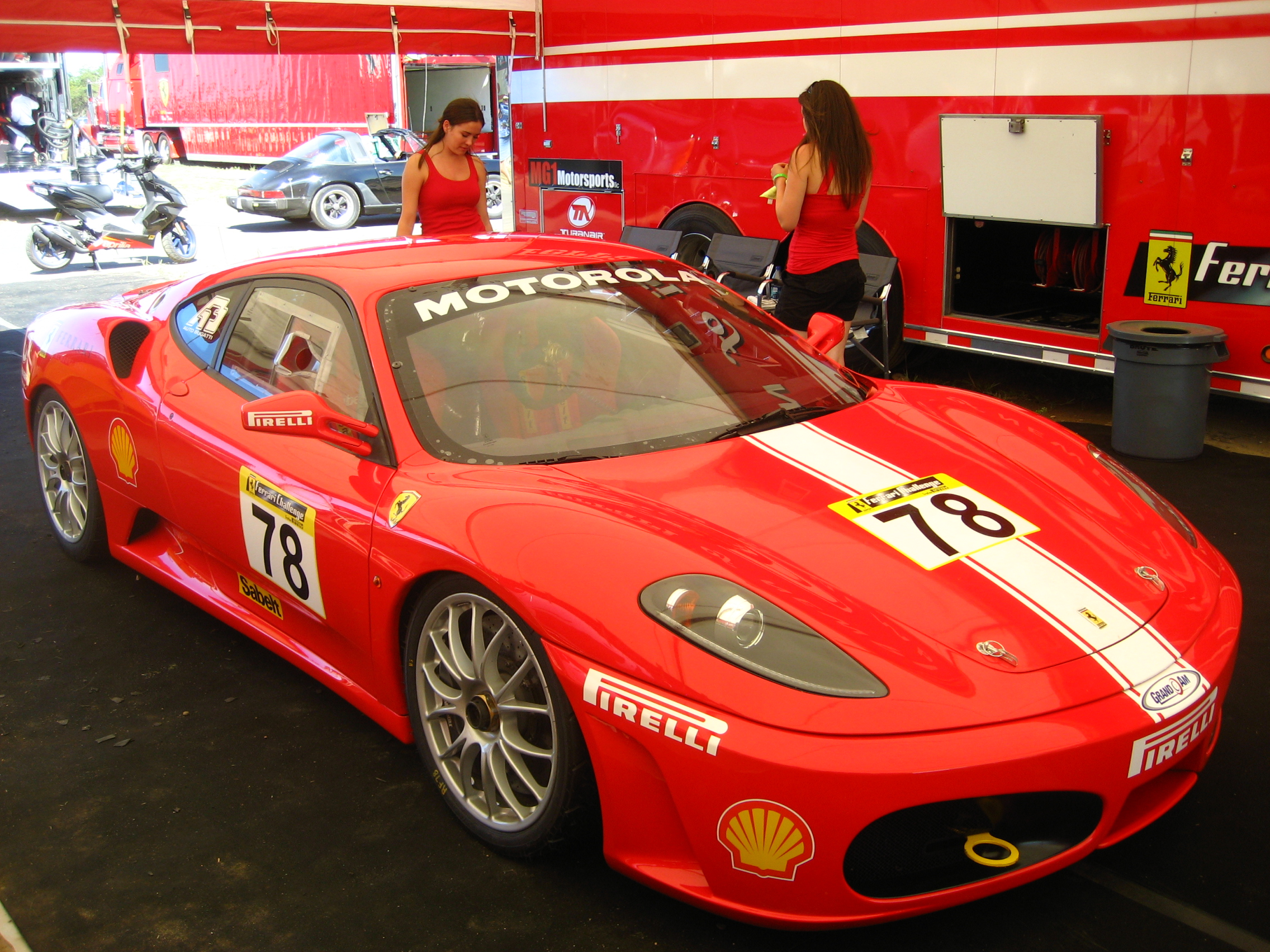
Una Ferrari F430 Challenge

| Anno | Modello                   |
| ---- | ------------------------- |
| 1947 | 125 S                     |
| 1947 | 159 S                     |
| 1947 | 166 SC                    |
| 1948 | 166 S Allemano (scoperta) |
| 1948 | 166 S Allemano (coperta)  |
| 1948 | 166 MM Touring            |
| 1948 | 166 MM Zagato             |
| 1948 | 166 Inter Sport           |
| 1948 | 166 Inter Corsa           |
| 1950 | 195 S                     |
| 1950 | 275 S                     |
| 1951 | 340 America               |
| 1951 | 212 Export                |
| 1951 | 212 Inter                 |
| 1952 | 225 S                     |
| 1952 | 250 S                     |
| 1952 | 340 Mexico                |
| 1953 | 250 MM                    |
| 1953 | 340 MM                    |
| 1953 | 375 MM                    |
| 1953 | 625 TF                    |
| 1953 | 500 Mondial               |
| 1953 | 735 S                     |
| 1953 | Abarth 166 MM/53          |
| 1954 | 250 Monza                 |
| 1954 | 375 Plus                  |
| 1954 | 750 Monza                 |
| 1955 | 376 S (o 118 LM)          |
| 1955 | 735 LM (o 121 LM)         |
| 1955 | 857 S                     |
| 1956 | 290 MM                    |
| 1956 | 410 S                     |
| 1956 | 500 TR                    |
| 1956 | 625 LM                    |
| 1956 | 860 Monza                 |
| 1956 | 250 GT Berlinetta TDF     |
| 1957 | 250 Testa Rossa           |
| 1957 | 290 S                     |
| 1957 | 315 S                     |
| 1957 | 335 S                     |
| 1957 | 500 TRC                   |
| 1958 | 312 S                     |
| 1958 | 412 S                     |
| 1958 | Dino 196 S                |
| 1958 | Dino 296 S                |
| 1959 | 250 GT Berlinetta SWB     |
| 1959 | 250 GT California LWB     |
| 1960 | 250 GT California SWB     |
| 1960 | Dino 246 S                |
| 1961 | 246 SP                    |
| 1961 | 250 TR 61                 |
| 1962 | 196 SP                    |
| 1962 | 248 SP                    |
| 1962 | 268 SP                    |
| 1962 | 286 SP                    |
| 1962 | 330 LM                    |
| 1962 | 330 TR                    |
| 1962 | 250 GTO                   |

| Anno | Modello                 |
| ---- | ----------------------- |
| 1963 | 250 LM                  |
| 1963 | 250 P                   |
| 1963 | 330 P                   |
| 1964 | 275 P                   |
| 1964 | 250 GT Berlinetta Lusso |
| 1964 | 250 GTO/64              |
| 1965 | 275 GTB/C Competizione  |
| 1965 | 275 P2                  |
| 1965 | 330 P2                  |
| 1965 | 365 P2                  |
| 1965 | Dino 166 P              |
| 1965 | Dino 206 SP             |
| 1966 | 365 P2/3                |
| 1966 | 365 P2 Elefante bianco  |
| 1966 | 330 P3                  |
| 1966 | Dino 206 S              |
| 1967 | 330 P4                  |
| 1967 | 350 Can Am              |
| 1967 | 412 P                   |
| 1968 | 612 Can Am              |
| 1969 | 212 E                   |
| 1969 | 312 P                   |
| 1970 | 512 M                   |
| 1970 | 512 S                   |
| 1971 | 312 PB                  |
| 1971 | 365 GTB/4 Competizione  |
| 1971 | 712 Can Am              |
| 1977 | 365 GT4/BB              |
| 1978 | 512 BB/LM               |
| 1989 | F40 LM                  |
| 1989 | F40 Competizione        |
| 1993 | 348 Challenge           |
| 1993 | 348 GT Competizione     |
| 1994 | 333 SP                  |
| 1994 | F40 GTE                 |
| 1995 | F355 Challenge          |
| 1996 | F50 GT                  |
| 2000 | F355 GT                 |
| 2000 | 360 Challenge           |
| 2001 | 550 Maranello GTS       |
| 2002 | 360 GT                  |
| 2003 | 575 GTC                 |
| 2004 | 360 GTC                 |
| 2005 | FXX                     |
| 2006 | F430 Challenge          |
| 2006 | F430 GTC                |
| 2008 | FXX Evo                 |
| 2008 | F430 Scuderia GT3       |
| 2009 | 599XX                   |
| 2010 | 458 Challenge           |
| 2011 | 458 Italia GTC          |
| 2011 | 458 Italia GT3          |
| 2011 | 458 Grand AM            |
| 2011 | 599XX Evo               |
| 2014 | FXX K                   |
| 2014 | 458 Challenge Evo       |
| 2016 | 488 Challenge           |
| 2016 | 488 GTE                 |
| 2016 | 488 GT3                 |
| 2017 | 488 GTE Evo             |
| 2017 | FXX K Evo               |
| 2020 | 488 GT3 Evo             |
| 2020 | 488 Challenge Evo       |
| 2020 | 488 GT Modificata       |
| 2022 | 499P                    |
| 2023 | 499P Modificata         |
| 2023 | 296 Challenge           |
| 2023 | 296 GT3                 |

### Altre vetture

#### Prototipi

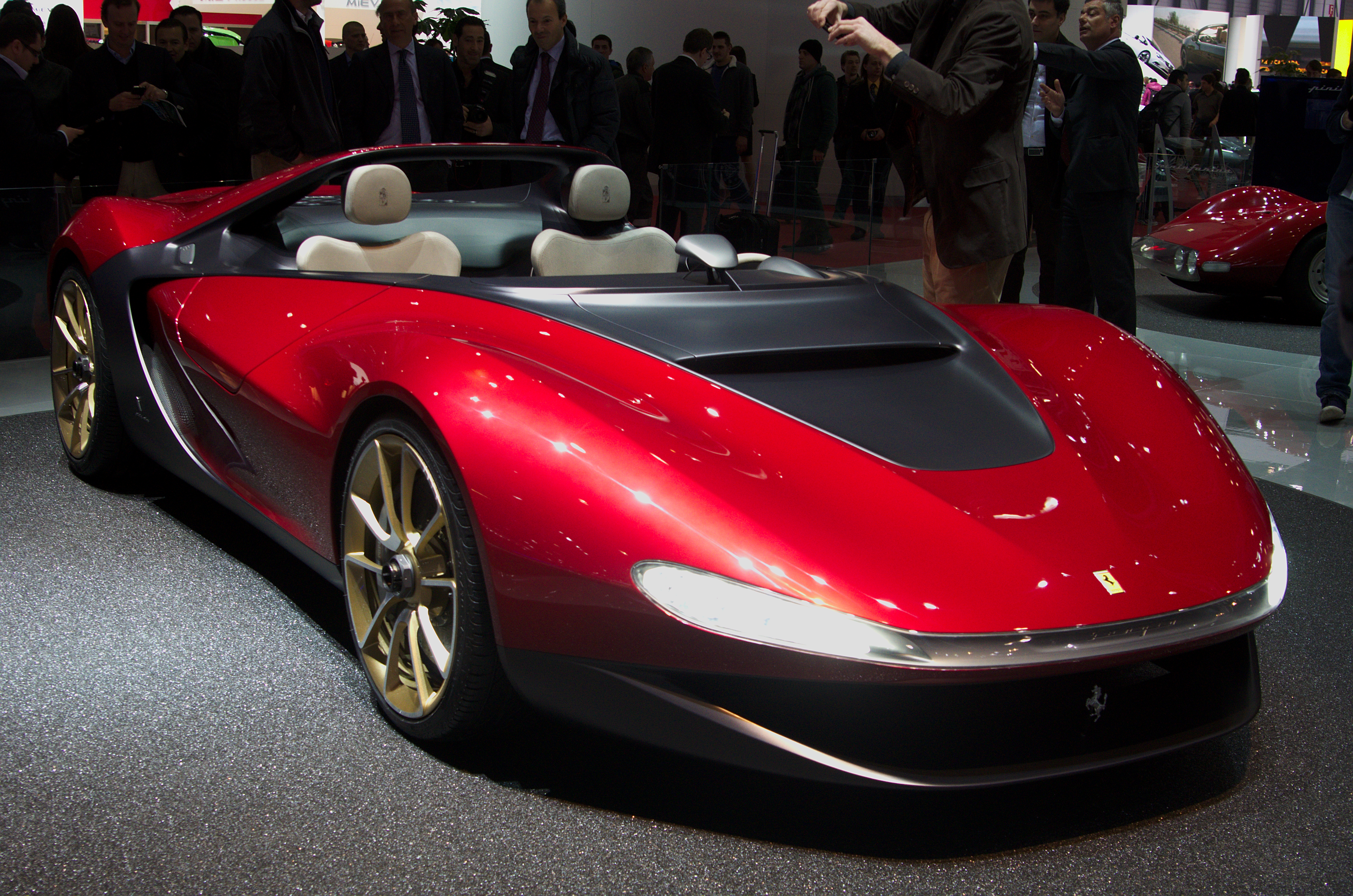
Una Ferrari 458 Pininfarina Sergio

Il secondo prototipo della Ferrari 408 4RM sul circuito di Fiorano nel settembre 1988

- Modulo (1970)
- Pinin Concept (1980)
- Cart (1986)
- 408 4RM (1987–1988)
- Mythos (1989)
- F.Z.93 (1993)
- Rossa Concept (2000)
- GG50 (2005)
- Millechili (2007)
- F430 Spider Biofuel (2008)
- 599 HY-KERS (2010)
- 458 Pininfarina Sergio (2013)

#### Esemplari unici
- F90 (1991)
- 456 Venice Berlina (1996)
- 456 Venice Station Wagon (1996)
- 456 GT Spyder (1996)
- FX (1995)
- P4/5 (2006)
- SP1 (2008)
- P540 Superfast Aperta (2009)
- Superamerica 45 (2011)
- SP12 EC (2012)
- SP30 (2012)
- F12 TRS (2014)
- F12 SP America (2014)
- SP FFX (2014)
- F12 SG50 Edition (2015)

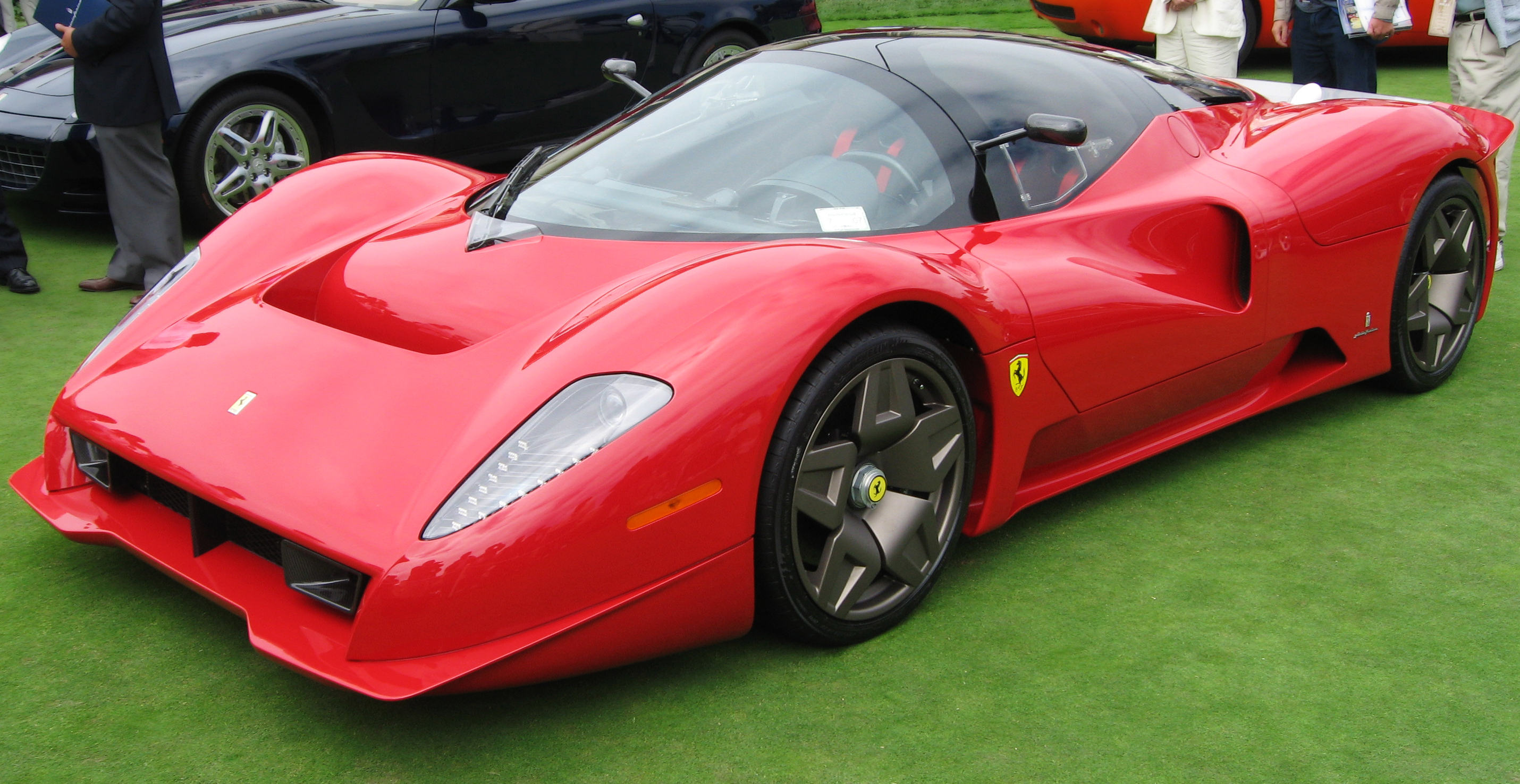
Una Ferrari P4/5

- F12 Touring Berlinetta Lusso (2015)
- 458 MM Speciale (2016)
- F12 SP 275 RW Competizione (2016)
- SP38 Deborah (2018)
- SP3JC (2018)
- P80/C (2019) (solo da pista)
- Omologata (2020)
- BR20 (2021)
- SP48 Unica (2022)
- SP51 (2022)
- KC23 (2023) (solo da pista)

#### Safety Car
- Ferrari Mondial PPG (Champ Car) (1980)
- 348 TB (1989)
- F430 (Ferrari Challenge) (2004-2009)
- 458 (Ferrari Challenge) (2009-2015)
- 488 GTB (Ferrari Challenge) (2016)

## Presidenti
Questa la cronotassi dei presidenti di Ferrari S.p.A.:
- Enzo Ferrari (1947-1977)
- Nicola Tufarelli (1977-1980)
- Giovanni Sguazzini (1980-1984)
- Vittorio Ghidella (1984-1988)
- Piero Fusaro (1988-1991)
- Luca Cordero di Montezemolo (15 novembre 1991 - 13 ottobre 2014)
- Sergio Marchionne (13 ottobre 2014 - 21 luglio 2018)
- John Elkann (21 luglio 2018 - presente)

## Amministratori delegati
Questa la cronotassi degli amministratori delegati di Ferrari S.p.A.:
- Luca Cordero di Montezemolo (1991-2006)
- Jean Todt (2006-2008)
- Amedeo Felisa (2008-2016)
- Sergio Marchionne (2016[17]-2018)
- Louis Camilleri (21 luglio 2018 - 10 dicembre 2020)
- John Elkann (ad interim)[18]
- Benedetto Vigna (1º settembre 2021 - presente)

## Dati finanziari
Nell'anno fiscale 2011 Ferrari S.p.A. ha venduto 7.195 vetture per un fatturato di 2,251 miliardi di euro. Nel 2012 Ferrari ha venduto 7.318 vetture, con un aumento del 4,5% rispetto al 2011. Mercato più attivo si riconferma essere il Nord America con oltre duemila vetture vendute e una crescita del 14,6% rispetto all'anno precedente Il fatturato ha raggiunto i 2,430 miliardi di euro e l'utile netto di 244 milioni di euro. Dal 2013, in seguito all'incorporazione, i bilanci sono di competenza della capogruppo Ferrari N.V.

## Vendite
| Anno | Vetture | Variazione |
| ---- | ------- | ---------- |
| 1999 | 3775    |            |
| 2000 | 4070    | + 7,81%    |
| 2001 | 4289    | + 5,38 %   |
| 2002 | 4236    | - 1,24 %   |
| 2003 | 4238    | + 0,05 %   |
| 2004 | 4975    | +17,39 %   |
| 2005 | 5409    | + 8,72 %   |
| 2006 | 5671    | + 4,84 %   |
| 2007 | 6465    | + 14,00 %  |
| 2008 | 6587    | + 1,89 %   |
| 2009 | 6250    | - 5,12 %   |
| 2010 | 6573    | + 5,17 %   |
| 2011 | 7195    | + 9,46 %   |
| 2012 | 7318    | + 1,71%    |
| 2013 | 6922    | -5,41%     |
| 2014 | 7255    | +4,81%     |
| 2015 | 7664    | +5,64%     |
| 2016 | 8014    | + 4,60%    |
| 2017 | 8398    | + 4,80%    |
| 2018 | 9251    | + 10,2%    |
| 2019 | 10131   | + 9,5%     |
| 2020 | 9119    | - 10%      |
| 2021 | 11155   | + 22%      |
| 2022 | 13221   | + 18,5%    |
| 2023 | 13663   | + 3,3%     |
| 2024 | 13752   | + 0,7%     |

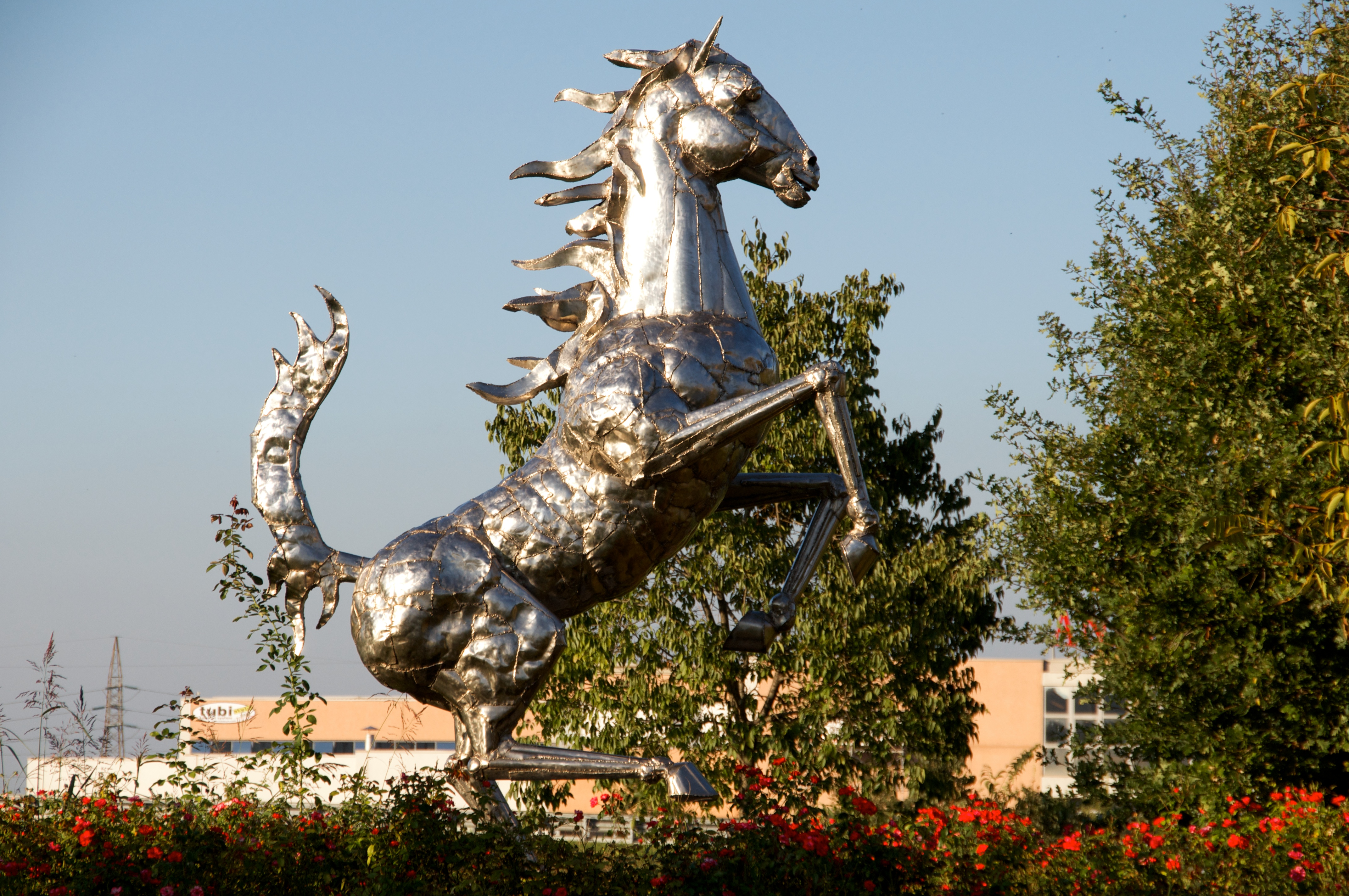
Statua del cavallino rampante fuori dagli stabilimenti Ferrari di Maranello

Dal 2013 in seguito all'incorporazione le vendite sono di competenza della capogruppo Ferrari N.V.